# 1932
1932 (MCMXXXII) byl rok, který dle gregoriánského kalendáře započal pátkem.

## Události
Česko

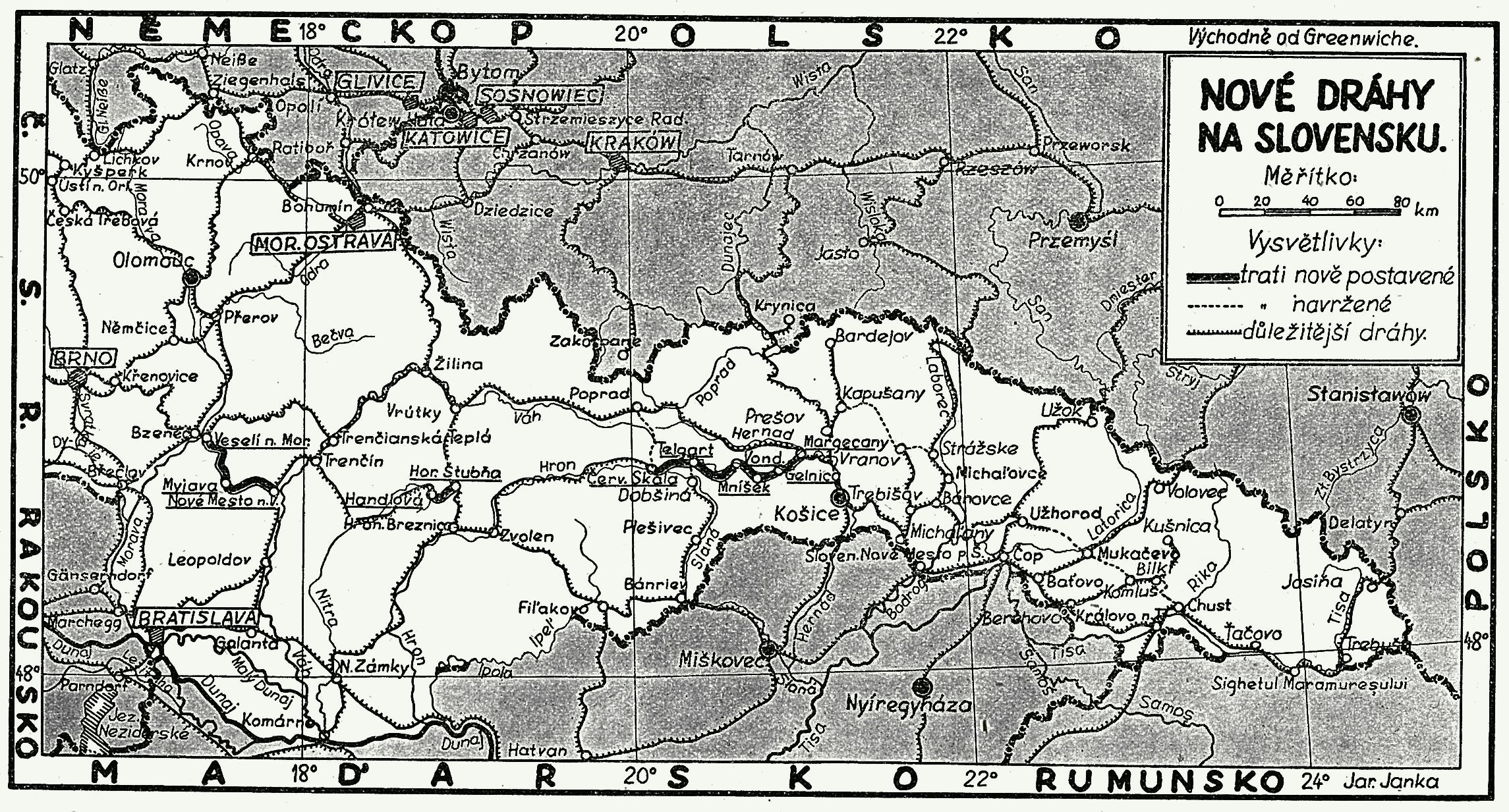
Nové železnice na Slovensku v roce 1932

- 15. března – Při důlním neštěstí v Lomu u Mostu zahynulo 8 horníků.
- 23. března – 19. dubna – několik tisíc horníků z 31 dolů se účastnilo Velké mostecké stávky
- 9. června – Československá strana živnostensko-obchodnická vystoupila na protest proti schválení daně z obratu z vlády
- 2. července – Při železniční nehodě u Znosimi zahynulo 10 lidí.
- 3.–6. července – Vrcholí IX. Všesokolský slet.
- 29. října – Prezident T.G. Masaryk jmenoval na Pražském hradě 12. československou vládu (první vládu Jana Malypetra), tzv. vládu široké koalice, která setrvala do února 1934, kdy byla nahrazena druhou vládou Jana Malypetra.

Svět
- 12. ledna – Do senátu v USA byla jako první žena zvolena Hattie Caraway.
- 26. ledna – Při nehodě britské ponorky HMS M2 u jižní Anglie zahynulo všech 60 členů posádky.
- 4.–13. února – Zimní olympijské hry v americkém Lake Placid.
- 22. února – V USA bylo poprvé uděleno vojenské vyznamenání Purpurové srdce.
- 24. února – V Brazílii bylo ženám přiznáno volební právo.
- 25. února – Adolf Hitler získal německé občanství a v nadcházejících prezidentských volbách mohl kandidovat proti Paulu von Hindenburgovi se ziskem 36,8 %.
- 19. března – V australském Sydney byl otevřen Harbour Bridge.
- 20. března – Vzducholoď LZ 127 Graf Zeppelin zahájila pravidelné lety z Německa do jižní Ameriky.
- 11. dubna – Paul von Hindenburg zvítězil v německých prezidentských volbách se ziskem 53 % hlasů. Adolf Hitler obdržel 36,8 % a Ernst Thälmann 10,2 %.
- 13. dubna – Německý kancléř Heinrich Brüning zakázal SA a SS jako hrozby pro veřejný pořádek.
- 17. dubna – Etiopský císař Haile Selassie I. zakázal v zemi otroctví.
- 6. května – Ruský emigrant Pavel Gorgulov, který žil v Československu, spáchal atentát na francouzského prezidenta Paula Doumera, který druhý den zemřel. Pavel Gorgulov byl popraven 14. září 1932.
- 30. května – Německý kancléř Heinrich Brüning podal demisi.
- 4. června – Německý kancléř Franz von Papen rozpustil parlament a vyhlásil nové volby na 31. července.
- 14. června – Německá vláda zrušila zákaz činnosti SA a SS.
- 5. července – António de Oliveira Salazar se na 36 let stal portugalským premiérem.
- 7. července – Při nehodě francouzské ponorky zahynulo u Cherbourg-Octeville 66 členů posádky.
- 30. července – 14. srpna – Letní olympijské hry v Los Angeles
- 31. července – V německých parlamentních volbách zvítězila NSDAP se ziskem 37,3 % hlasů. SPD obdržela 21,6 % a KPD 14,3 %.
- 6.–21. srpna – V Benátkách byl první ročník filmového festivalu.
- 18. srpna – Švýcarský fyzik Auguste Piccard vystoupal v horkovzdušném balonu do rekordní výšky 16 197 metrů.
- 18.–19. srpna – Skotský pilot Jim Mollison jako první přeletěl Atlantský oceán z východu na západ během sólového letu.
- 27.–29. srpna – v Amsterdamu se sešel Světový protiválečný kongres. Podnět k němu dali Romain Rolland, Henri Barbusse a Maxim Gorkij.
- 23. září – sjednocení Saúdské Arábie
- 3. října – Irák vyhlásil nezávislost na mandátu Společnosti národů, spravovaném Velkou Británií
- 8. listopadu – V amerických prezidentských volbách zvítězil demokratický kandidát Franklin Delano Roosevelt nad dosavadním prezidentem Herbertem Hooverem se ziskem 57,4 % hlasů.
- 9. listopadu – Při protifašistické demonstraci v Ženevě zastřelili vojáci 13 lidí a 60 jich zranili.

- Finsko a SSSR uzavřelo pakt o neútočení
- Irák a Turecko se staly členem Společnosti národů
- založena organizace Sicherheitsdienst; Německo
- v SSSR se upustilo od reformy kalendáře, která mj. v letech 1930–31 zavedla 30. únor
- Zemětřesení v Kansu v Číně, celkem 70 000 obětí.

### Probíhající události
- Hladomor na Ukrajině (1932–1933)
- Válka o Gran Chaco (1932–1935)

## Vědy a umění
- objev neutronu a pozitronu
- V Československu měly premiéru filmy Anton Špelec, ostrostřelec, Extase, Funebrák, Kantor Ideál, Lelíček ve službách Sherlocka Holmese, Načeradec král kibiců, Peníze nebo život, Zapadlí vlastenci.

## Sport
- 6. listopadu – Byl oficiálně trvale otevřen zimní stadión Štvanice v Praze (zbourán v květnu a červnu 2011).

## Knihy
- Karel Čapek – Devatero pohádek
- Karel Čapek – Obrázky z Holandska
- Hildegarde Hoyt Swiftová – Dráha na svobodu
- Aldous Huxley – Konec civilizace
- Eduard Štorch – Zlomený meč

## Nobelova cena
- Nobelova cena za fyziku – nebyla udělena
- Nobelova cena za fyziologii a lékařství – Charles Scott Sherrington a Edgar Douglas Adrian za objev funkce neuronů
- Nobelova cena za chemii – Irving Langmuir za výzkum v oblasti chemie poruchových jevů
- Nobelova cena za literaturu – John Galsworthy
- Nobelova cena za mír – nebyla udělena

## Oscar
- za nejlepší film: Josef von Sternberg za film Šanghajský expres (v originále Shangai express)
- ze nejlepší režii: Josef von Sternberg za film Šanghajský expres (v originále Shangai express)

## Narození

### Česko
- 01. ledna

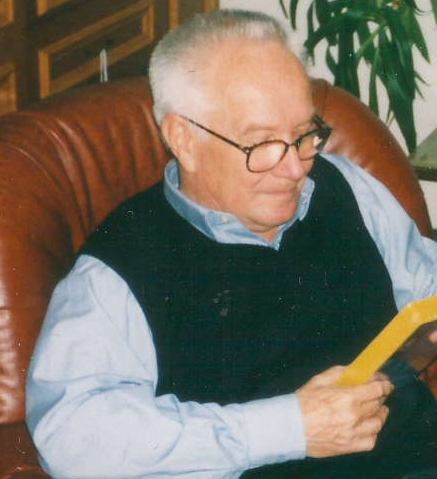
Jaroslav Dudek (* 17. ledna)

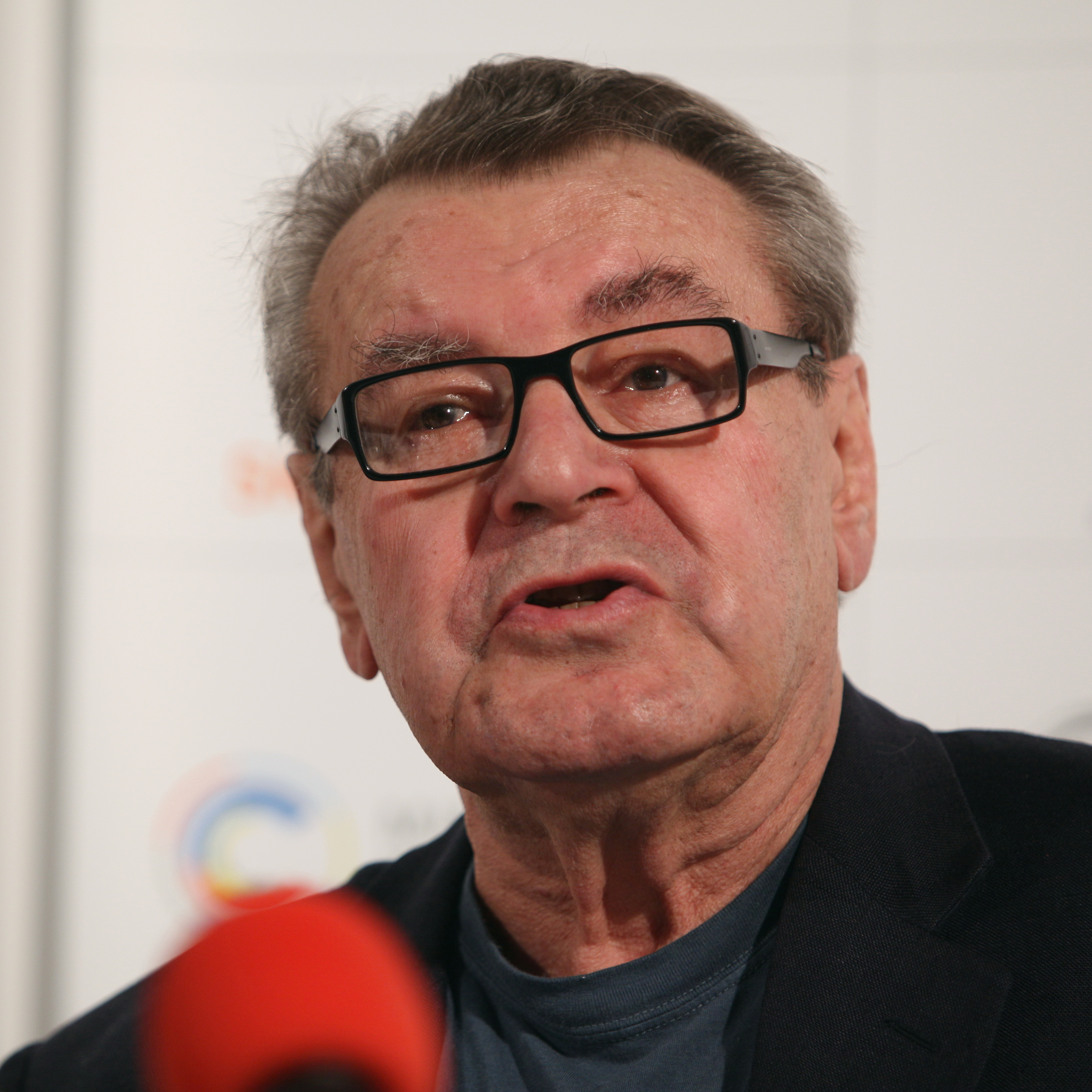
Miloš Forman (* 18. února)

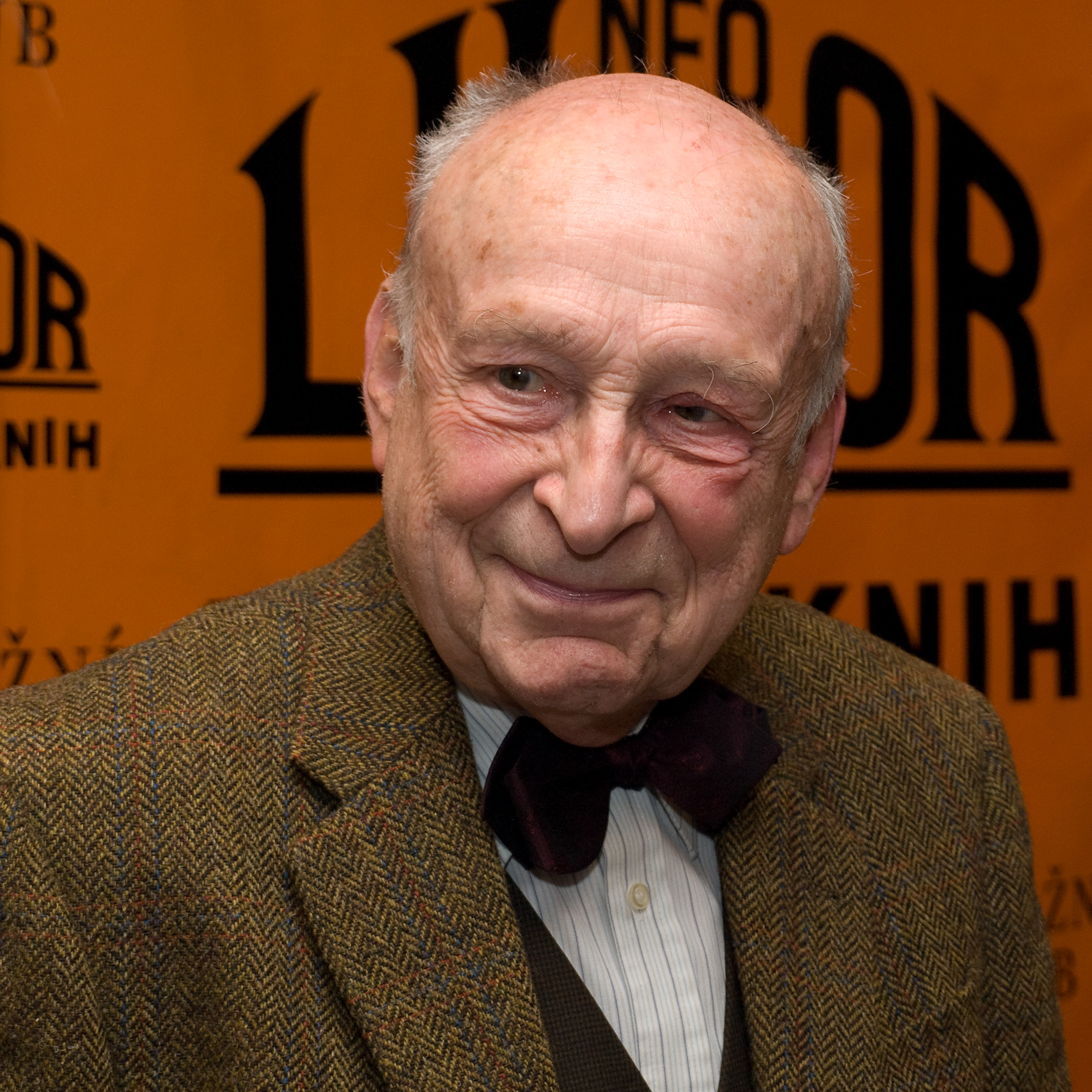
Stanislav Zindulka (* 5. května)

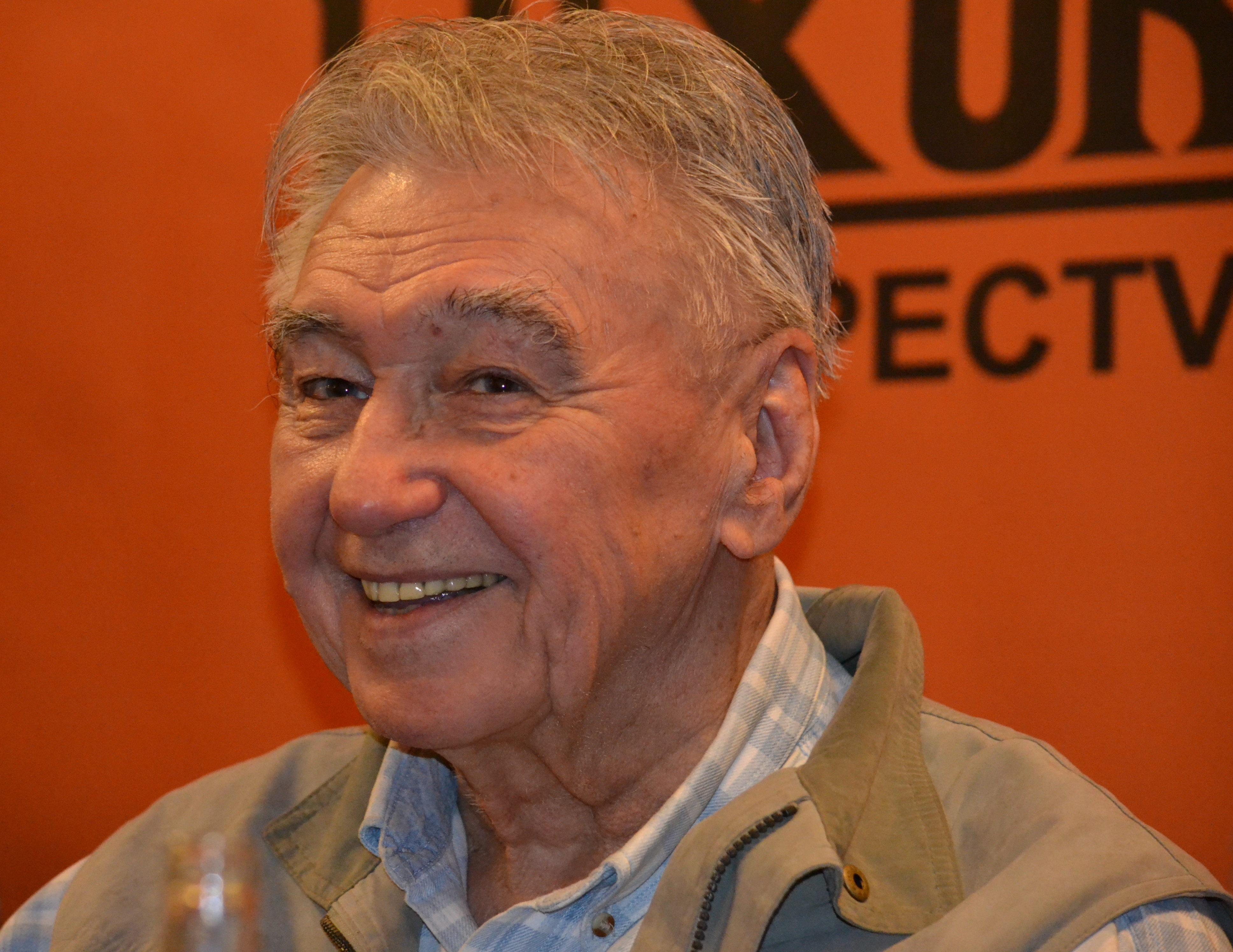
Josef Zíma (* 11. května)

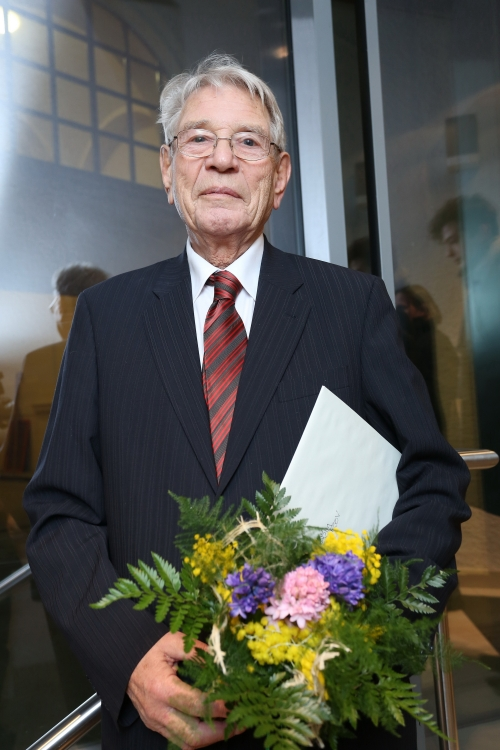
Vadim Petrov (* 24. května)

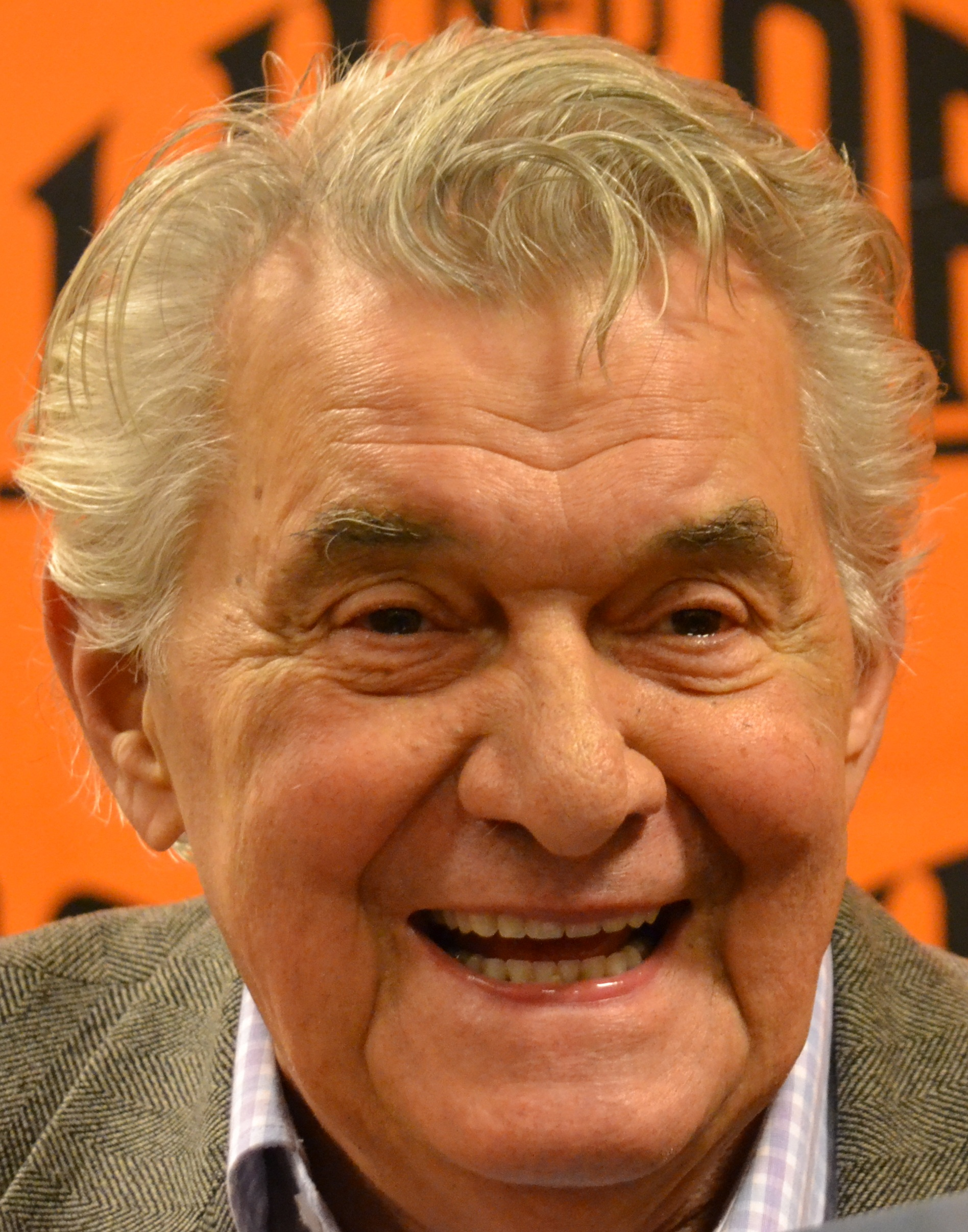
Ladislav Trojan (* 1. srpna)

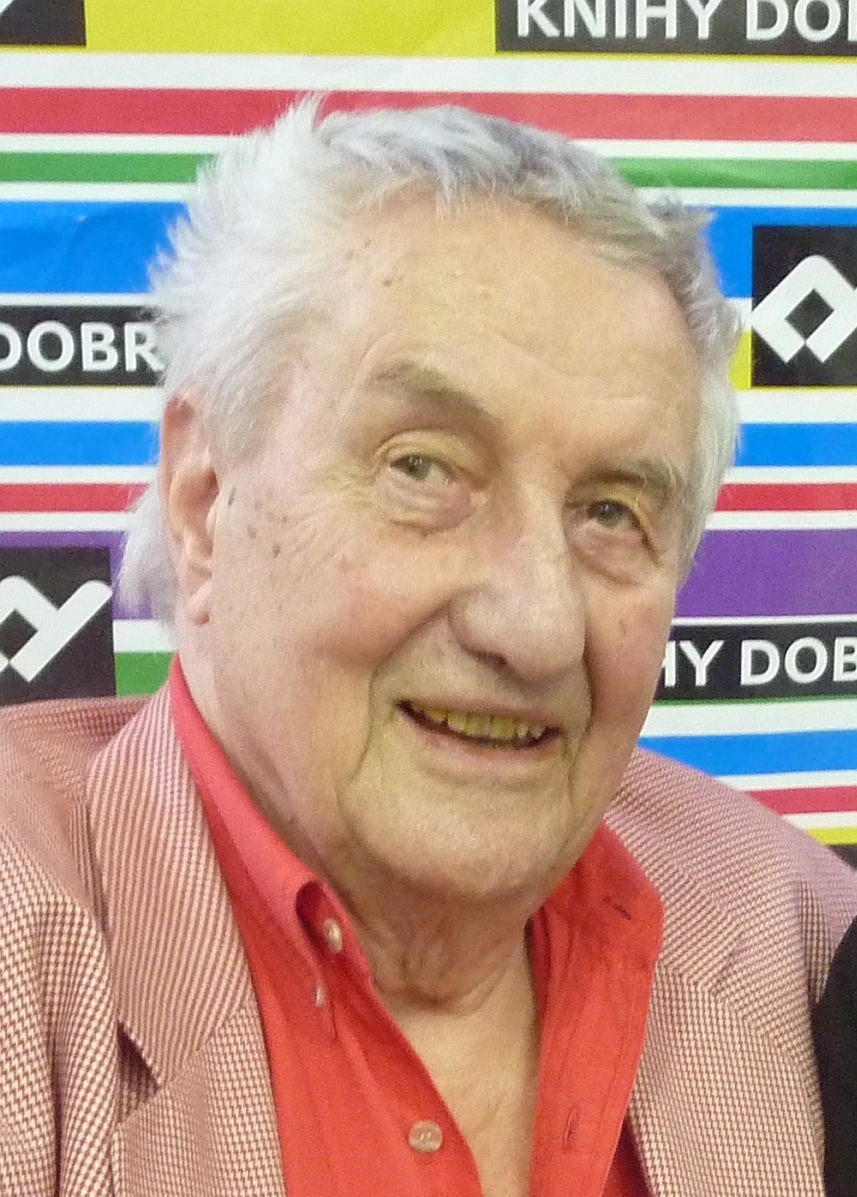
Vladimír Páral (* 10. srpna)

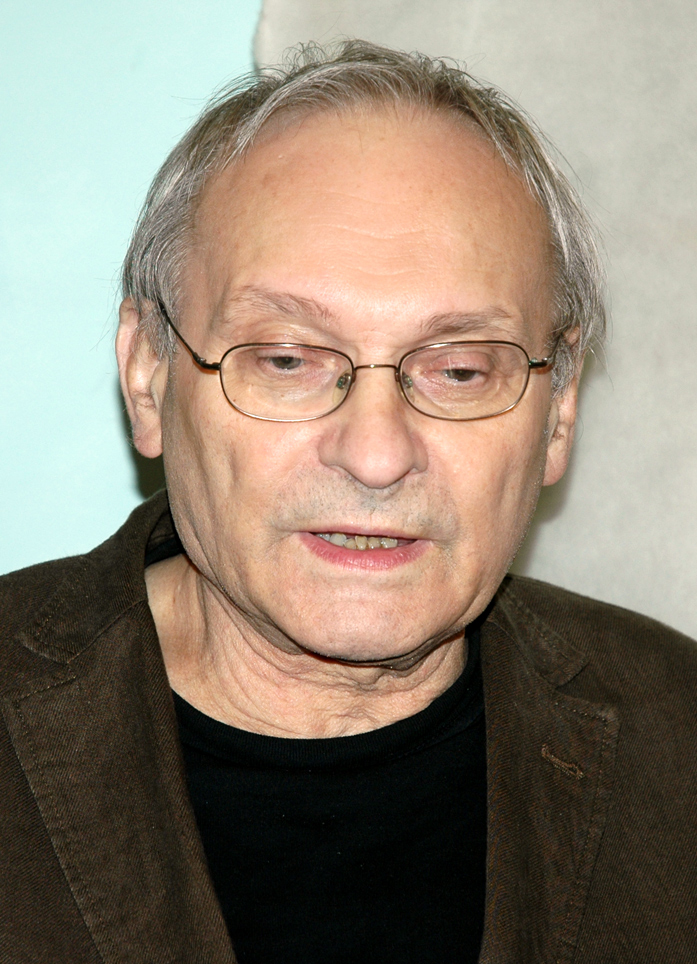
Ladislav Smoček (* 24. srpna)

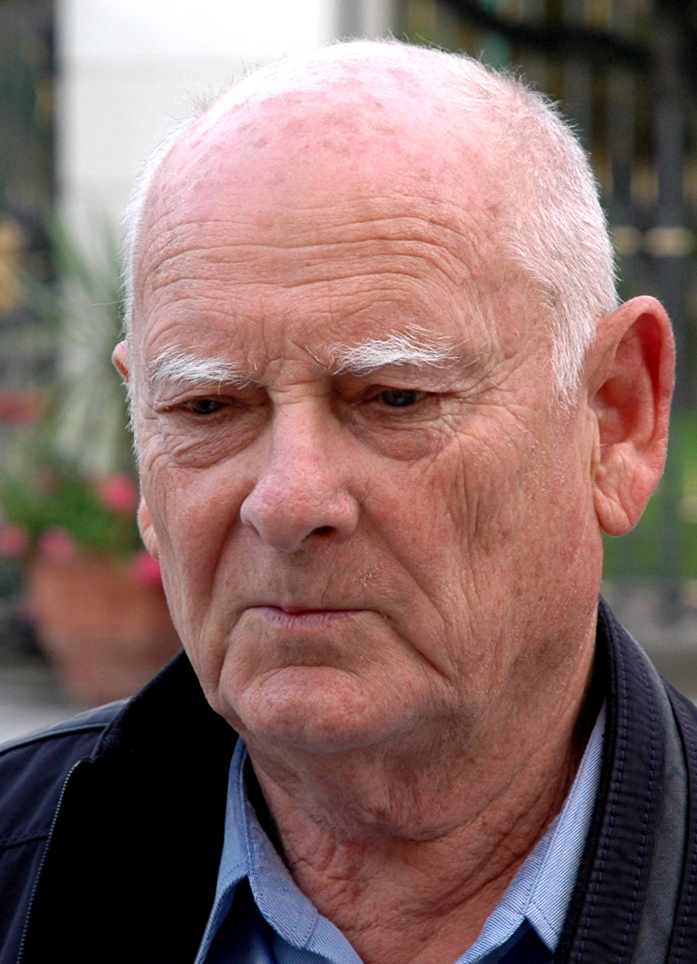
Theodor Pištěk (* 25. října)

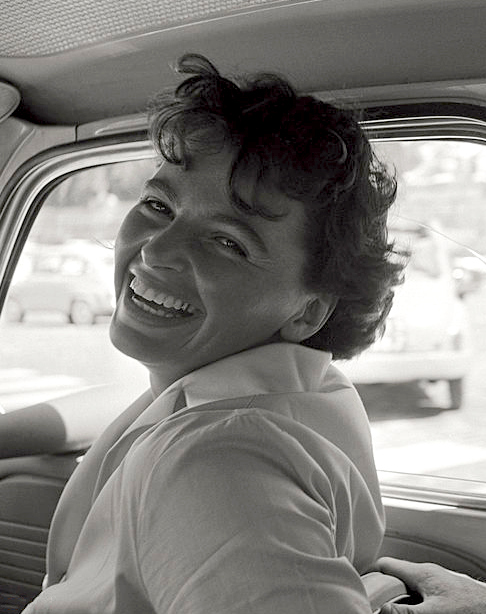
Olga Fikotová (* 13. listopadu)

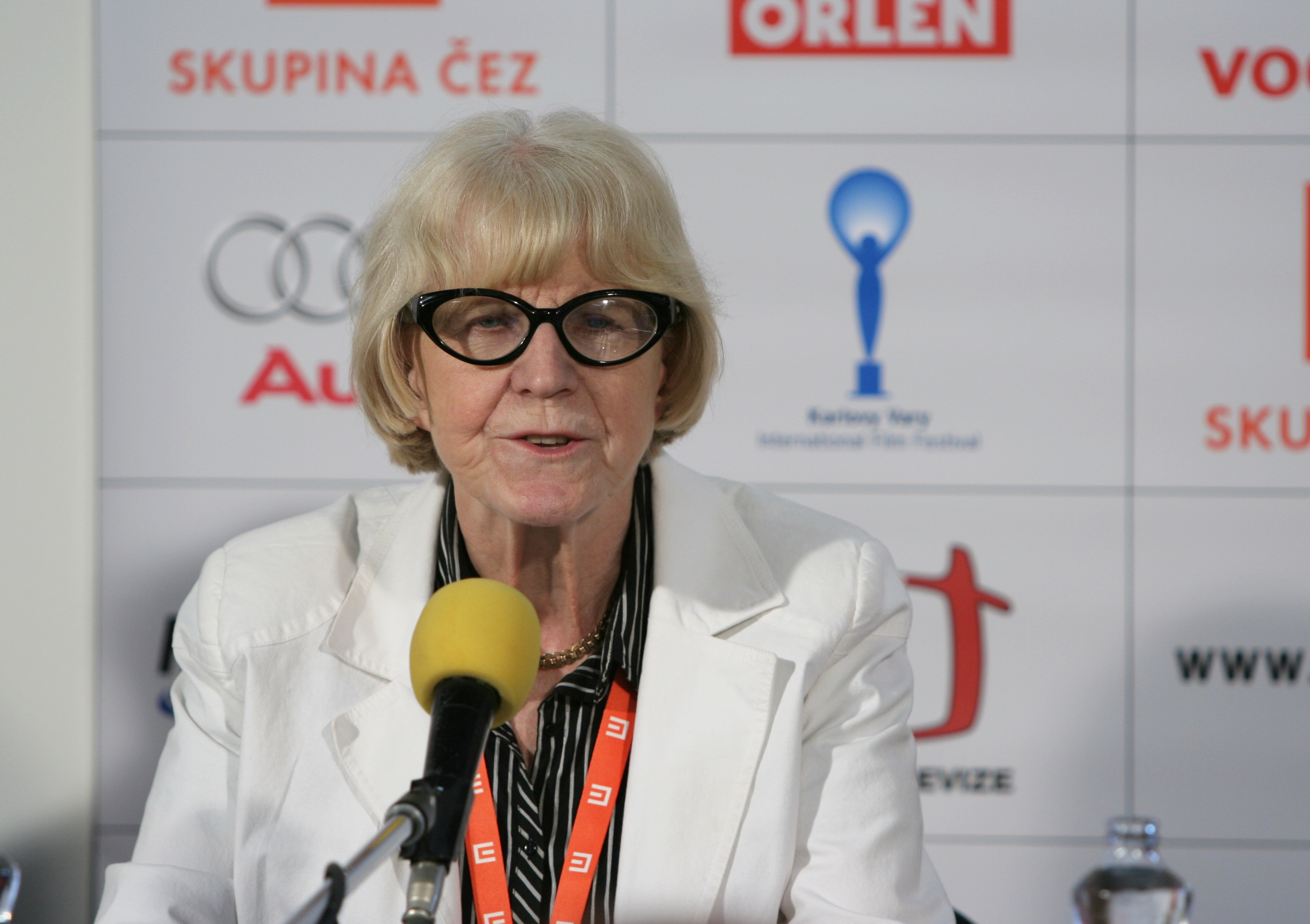
Eva Zaoralová (* 28. listopadu)

  - Pavel Bošek, herec, dramatik, publicista a spisovatel († 17. listopadu 1980)
  - Vlastislav Housa, sochař a medailér († 5. září 2004)
- 05. ledna – Pavel Novák, jazykovědec, fonetik a albanista († 14. března 2007)
- 07. ledna – Zdeněk Borovec, textař, překladatel a příležitostný filmový herec († 18. února 2001)
- 09. ledna – Přemysl Coufal, tajně vysvěcený kněz, oběť komunizmu († 24. února 1981)
- 14. ledna – Miroslav Klivar, malíř, grafik, sklářský výtvarník a fotograf († 21. listopadu 2014)
- 15. ledna – Vlasta Winkelhöferová, japanoložka, překladatelka a autorka († 22. března 2022)
- 17. ledna – Jaroslav Dudek, divadelní a televizní režisér († 31. srpna 2000)
- 28. ledna
  - Jan Císař, divadelní pedagog, dramaturg, historik, teoretik a kritik († 14. dubna 2021)
  - Milan Syruček, novinář, spisovatel
- 30. ledna – Zdeněk Braunschläger, herec a scenárista († 18. ledna 2018)
- 01. února – Zbyněk Janata, člen skupiny bratří Mašínů († 2. května 1955)
- 02. února – Pavla Lidmilová, překladatelka († 25. ledna 2019)
- 03. února – Luboš Dobrovský, novinář a politik († 30. ledna 2020)
- 04. února – Dagmar Hubálková, hráčka basketbalu († 5. května 2019)
- 06. února – Lojza Baránek, malíř († 30. prosince 2016)
- 08. února – Milan Nakonečný, psycholog, historik
- 09. února
  - Jiří Javorský, tenista († 16. září 2002)
  - Otto Trefný, zdravotník československé hokejové reprezentace († 2. března 2019)
- 11. února – Jaromír Hnilička, trumpetista a skladatel († 7. prosince 2016)
- 15. února
  - Josef Brukner, spisovatel, překladatel a filmový scenárista († 14. ledna 2015)
  - Vladimír Váňa, esperantista († 25. března 2000)
  - Leoš Suchařípa, herec († 14. června 2005)
- 16. února
  - Stanislav Rudolf, spisovatel, scenárista, redaktor a filmový dramaturg († 8. ledna 2022)
- 18. února – Miloš Forman, režisér, scenárista a herec († 13. dubna 2018)
- 25. února – Eva Melmuková, evangelická teoložka a historička († 5. listopadu 2022)
- 26. února – Bedřich Lipina, primátor města Ostravy († 31. prosince 1995)
- 01. března
  - Jiří Platenka, fotograf († 1. února 1999)
  - Miloš Smetana, scenárista a dramaturg († 20. září 2009)
- 04. března – Zdeněk Kvíz, astronom a fyzik († 21. srpna 1993)
- 06. března – Jan Jindra, reprezentant Československa ve veslování, olympijský vítěz († 20. září 2021)
- 08. března – Josef Mašín, člen někdejší protikomunistické skupiny bratří Mašínů
- 10. března – Eduard Cupák, filmový a divadelní herec († 23. června 1996)
- 14. března – Zdeněk Sirový, režisér a scenárista († 24. května 1995)
- 22. března – Marta Jiráčková, hudební skladatelka
- 24. března
  - František Janula, malíř († 4. listopadu 2020)
  - Jiří Morava, literární historik, básník a prozaik († 4. června 2012)
  - Václav Zítek, operní pěvec – barytonista († 20. prosince 2011)
- 28. března
  - Jarmila Šusterová, první stálá programová hlasatelka Československé televize († 24. července 2017)
- 31. března – Bohuslav Blažej, knižní grafik a typograf († 14. ledna 1989)
- 01. dubna – Jiří Smutný, dirigent a skladatel
- 02. dubna
  - Miloš Navrátil, historik hudby a pedagog († 21. února 2019)
  - Karel Nepraš, sochař, kreslíř, grafik († 5. dubna 2002)
- 04. dubna
  - Lubomír Pánek, populární a jazzový zpěvák a instrumentalista († 23. října 2014)
  - Jiří Meduna, moravský archeolog († 7. listopadu 2007)
- 05. dubna – Miroslav Šťastný, odborník v oblasti parních turbín a turbostrojů
- 06. dubna – Viktor Maurer, herec († 27. prosince 2010)
- 07. dubna
  - Antonín Líman, japanolog, překladatel a pedagog († 2. května 2018)
  - Petr Rada, písňový textař a básník († 25. dubna 2007)
- 08. dubna – Václav Kabát, malíř
- 12. dubna – Věra Soukupová, pěvkyně
- 15. dubna – Ivan Sedláček, sbormistr († 20. července 2023)
- 16. dubna – Přemysl Blažíček, literární historik a kritik († 26. dubna 2002)
- 17. dubna
  - Libuše Váchalová, klavíristka, harfistka a hudební pedagožka († 1. srpna 2019)
  - Jiří Strejc, hudební skladatel, varhaník, pedagog, sbormistr, dirigent († 8. prosince 2010)
- 18. dubna – Naděžda Kniplová, operní pěvkyně–sopranistka († 14. ledna 2020)
- 19. dubna – Jaroslav Med, literární kritik, historik a spisovatel († 14. února 2018)
- 22. dubna – Slavomír Pejčoch, spisovatel a historik († 5. března 2020)
- 24. dubna – Jiří Jirásek, výtvarník, ilustrátor, karikaturista a architekt
- 25. dubna
  - František Venclovský, přeplaval jako první Čech kanál La Manche († 13. prosince 1996)
  - Alena Šimečková, germanistka († 14. května 2005)
  - Jaroslav Němec, kněz, profesor církevních dějin († 17. března 2012)
- 26. dubna – Stanisław Zahradnik, spisovatel a polský menšinový pracovník († 5. listopadu 2023)
- 28. dubna
  - Marek Kopelent, hudební skladatel, klavírista, publicista a organizátor († 12. března 2023)
  - Juraj Šajmovič, kameraman, herec a scenárista († 20. dubna 2013)
- 030. dubna – Dobroslav Riegel, herec
- 1. května – Karel Beneš, grafik, malíř a ilustrátor († 28. září 2021)
- 02. května – Arnošt Herman, právník a spisovatel († 13. března 2020)
- 05. května – Stanislav Zindulka, herec († 14. března 2019)
- 06. května – Inez Tuschnerová, textilní výtvarnice a malířka († 25. listopadu 2015)
- 08. května – Václav Grulich, ministr vnitra ČR
- 10. května – Josef Hrubý, spisovatel, básník, překladatel, výtvarník († 19. července 2017)
- 11. května – Josef Zíma, herec, zpěvák a moderátor († 6. března 2025)
- 12. května – Jan Matějka, teolog
- 16. května – Ludmila Dušková, překladatelka († 24. června 2010)
- 17. května – Miloslav Vlk, 35. arcibiskup pražský a primas český, kardinál († 18. března 2017)
- 18. května – Joseph Kohn, profesor matematiky († 13. září 2023)
- 20. května – Bohumil Samek, historik a historik umění († 26. prosince 2022)
- 23. května
  - Miroslav Masák, architekt
  - Petr Wittlich, historik umění
- 24. května – Vadim Petrov, hudební skladatel, klavírista († 7. prosince 2020)
- 25. května
  - Taras Kuščynskyj, fotograf († 27. prosince 1983)
  - Jaroslav Boček, spisovatel, scenárista, dramaturg, publicista a filmař († 15. března 2003)
  - Jiří Urbanec, literární historik († 15. listopadu 2014)
- 29. května – Miroslav Richter, archeolog († 12. srpna 2011)
- 30. května – Jiří Veselý, germanista, literární historik, překladatel († 27. února 2009)
- 01. června – Miloš Kouřil, archivář a historik († 4. ledna 2013)
- 04. června – Jiří Pelikán, spoluzakladatel Evropského hnutí fair play († 29. dubna 2015)
- 09. června – Zdeněk Veselý, malíř, grafik a ilustrátor († 1. prosince 2010)
- 13. června – Jaroslav Fryčer, romanista, literární kritik a teoretik († 26. září 2016)
- 14. června – Miroslav Hroch, historik
- 15. června – Miroslav Zounar, herec († 28. března 1998)
- 16. června
  - Jiří Melíšek, spisovatel, humorista, scenárista a novinář († 7. prosince 2015)
  - Josef Cink, básník († 25. března 1955)
- 27. června – Bohuslav Ondráček, hudební skladatel, hudební dramaturg a producent († 7. června 1998)
- 02. července – Waldemar Matuška, hráč na banjo, zpěvák a herec († 30. května 2009)
- 03. července – Josef Musil, volejbalista († 26. srpna 2017)
- 05. července
  - Robert Kvaček, historik († 27. dubna 2024)
  - Kornelie Němečková, výtvarnice a ilustrátorka († 15. listopadu 2024)
- 13. července – Karel Durman, historik († 14. dubna 2023)
- 21. července – Josef Husník, herec († 14. prosince 1987)
- 30. července – Alena Vránová, herečka
- 01. srpna – Ladislav Trojan, herec († 18. prosince 2022)
- 02. srpna
  - Bedřich Dlouhý, malíř
  - Emanuel Mandler, novinář, historik, politolog, publicista a politik († 22. ledna 2009)
- 10. srpna
  - Vladimír Páral, spisovatel
  - Miloslav Švandrlík, spisovatel a humorista († 26. října 2009)
- 13. srpna
  - Jiřina Žertová, sochařka, sklářská a uměleckoprůmyslová výtvarnice
  - Zdeněk Ježek, epidemiolog a infektolog († 24. listopadu 2019)
- 23. srpna – Vladimír Votýpka, spisovatel, žurnalista a fotograf
- 24. srpna – Ladislav Smoček, spisovatel, dramatik a divadelní režisér
- 25. srpna – Stanislav Kratochvíl, klinický psycholog († 29. června 2024)
- 31. srpna – Ivo Možný, sociolog († 10. září 2016)
- 03. září – Richard Mihula, režisér († 27. dubna 1992)
- 05. září – Jiří Seifert, sochař, medailér a restaurátor († 25. července 1999)
- 06. září – Josef Vobruba, dirigent, hudební režisér a aranžér († 13. srpna 1982)
- 10. září
  - Vladimír Podborský, archeolog († 19. září 2022)
  - Otakar Motejl, právník a politik († 9. května 2010)
- 13. září – Radoslav Brzobohatý, herec a divadelní podnikatel († 12. září 2012)
- 14. září – Karel Beneš, biolog († 12. května 2006)
- 17. září – Věra Vančurová, sportovní gymnastka a olympijská medailistka († 6. února 2018)
- 21. září – Jan Kasper, hokejista († 5. března 2006)
- 22. září
  - Antonín Rükl, astronom a selenograf († 12. července 2016)
  - Vladimír Sadek, judaista a hebraista († 31. května 2008)
- 05. října – Jan Koblasa, sochař, malíř, grafik, scénograf, básník a hudebník († 3. října 2017)
- 13. října – Jiří Kovařík, akademický malíř († 27. října 1994)
- 18. října – Jiří Němec, klinický psycholog, filosof, překladatel († 4. října 2001)
- 22. října – Tadeáš Kraus, fotbalista († 30. října 2018)
- 25. října
  - Theodor Pištěk, výtvarník
  - Ludmila Mojžíšová, terapeutka, zabývající se léčbou neplodnosti († 3. ledna 1992)
  - Jan Špáta, kameraman, režisér a vysokoškolský pedagog († 18. srpna 2006)
- 27. října – Zdeněk Ziegler, typograf, grafický designér, pedagog († 18. dubna 2023)
- 29. října – Eva Košlerová, dramaturgyně, redaktorka a autorka pohádkových her
- 05. listopadu – Miroslav Červenka, básník, překladatel a literární vědec († 19. listopadu 2005)
- 13. listopadu
  - Olga Fikotová, americká sportovkyně českého původu, atletka-diskařka († 12. dubna 2024)
  - František Pitra, předseda vlády České socialistické republiky († 2. ledna 2018)
  - Jiří Šolc, vojenský historik († 8. dubna 2010)
- 14. listopadu – Vladislav Zadrobílek, básník, prozaik, nakladatel, hudebník, malíř († 11. prosince 2010)
- 16. listopadu
  - Petr Pokorný, klavírista, hudební skladatel, pedagog († 4. února 2008)
  - Jiří Havlis, veslař, olympijský vítěz († 31. ledna 2010)
- 18. listopadu – Bedřich Jelínek, informatik a matematický lingvista († 25. září 2010)
- 20. listopadu – František Němec, kameraman a fotograf
- 28. listopadu – Eva Zaoralová, filmová publicistka († 10. března 2022)
- 29. listopadu
  - Zdeněk Kukal, oceánolog, geolog a oceánograf († 12. prosince 2021)
  - Ludmila Kárníková, historička († 9. srpna 1963)
- 30. listopadu – Miroslav Jodas, fotograf († 12. září 2013)
- 08. prosince – Naděžda Munzarová, herečka, loutkoherečka a animátorka
- 16. prosince – Jan Bedřich, hudební skladatel, varhaník a dirigent († 14. července 1996)
- 18. prosince – Jaroslav Velinský, Kapitán Kid, spisovatel, trampský písničkář a hudebník († 19. února 2012)
- 25. prosince – Štěpán Zavřel, ilustrátor, animátor, grafik, malíř a spisovatel († 25. února 1999)
- 28. prosince
  - Eva Davidová, historička umění, etnografka, socioložka a fotografka († 21. září 2018)
  - Karel Michal, spisovatel, scenárista a dramatik († 30. června 1984)
- 30. prosince – Olga Čuříková, televizní a rozhlasová moderátorka a dramaturgyně († 17. března 2016)

### Svět

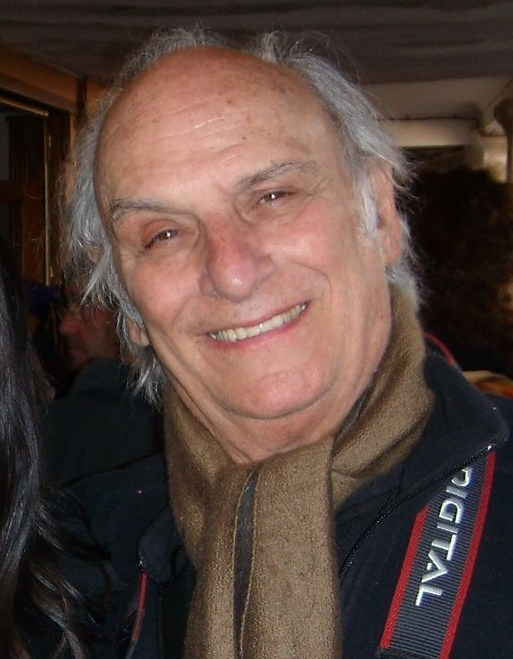
Carlos Saura (* 4. ledna)

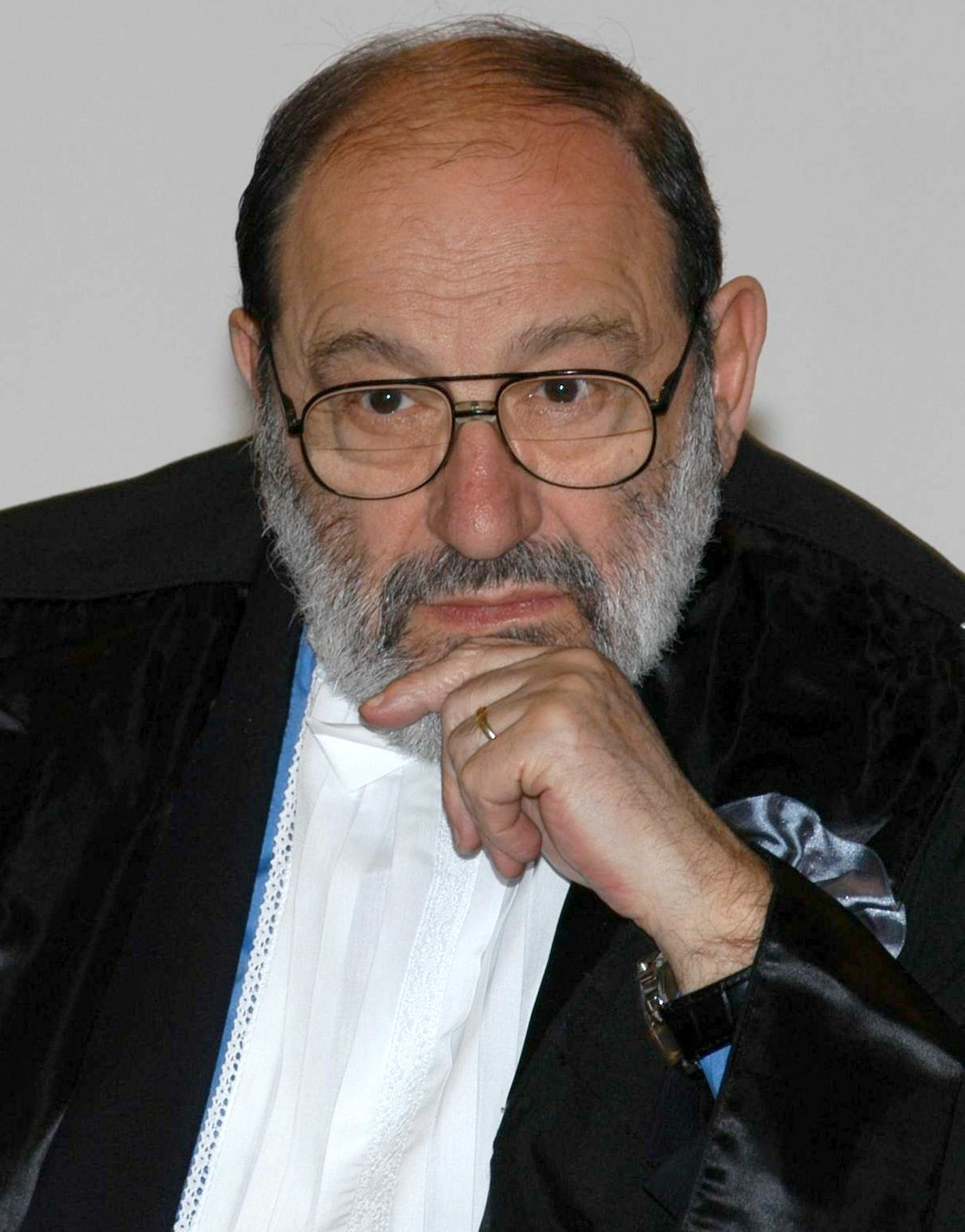
Umberto Eco (* 5. ledna)

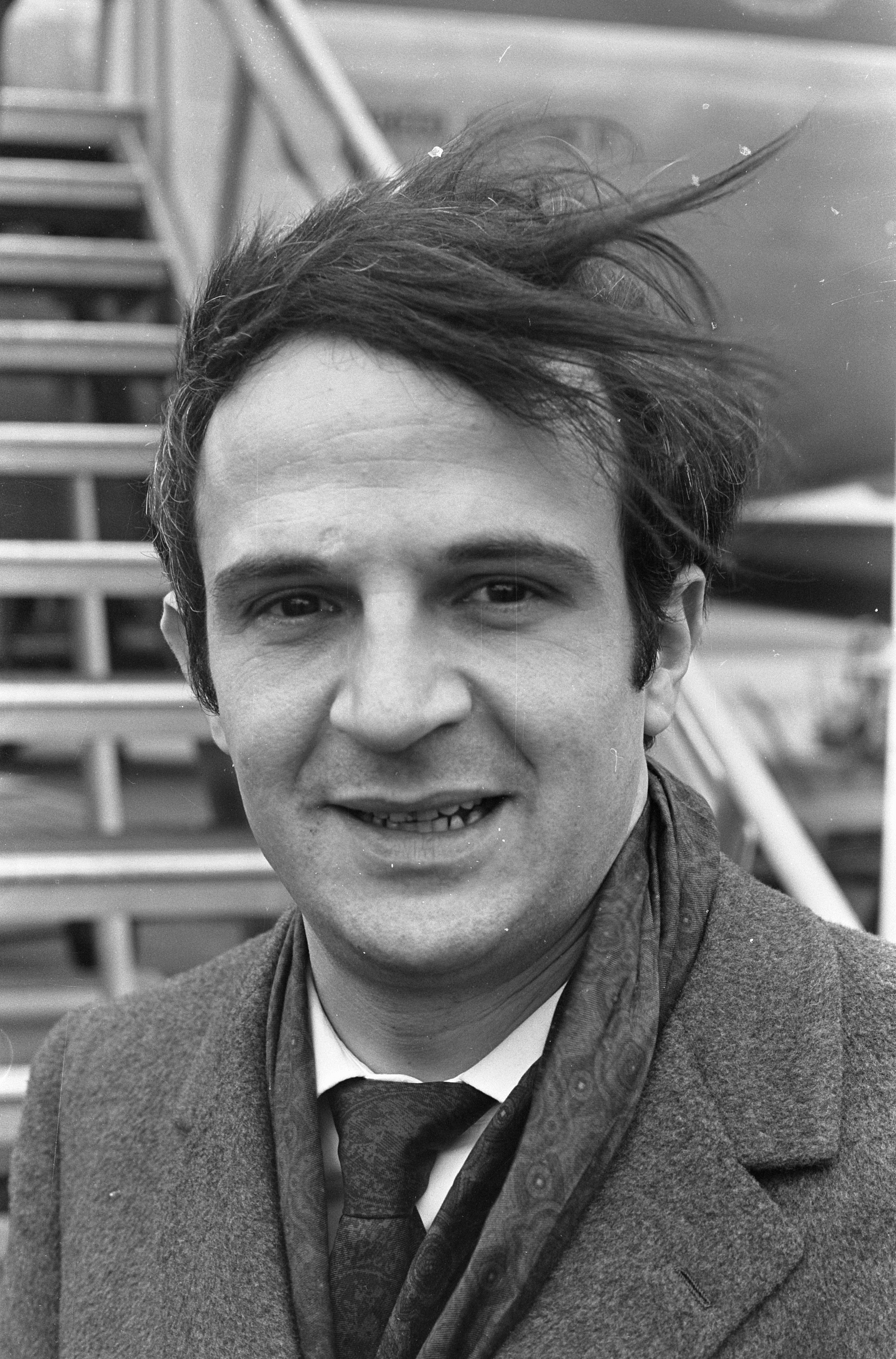
François Truffaut (* 6. února)

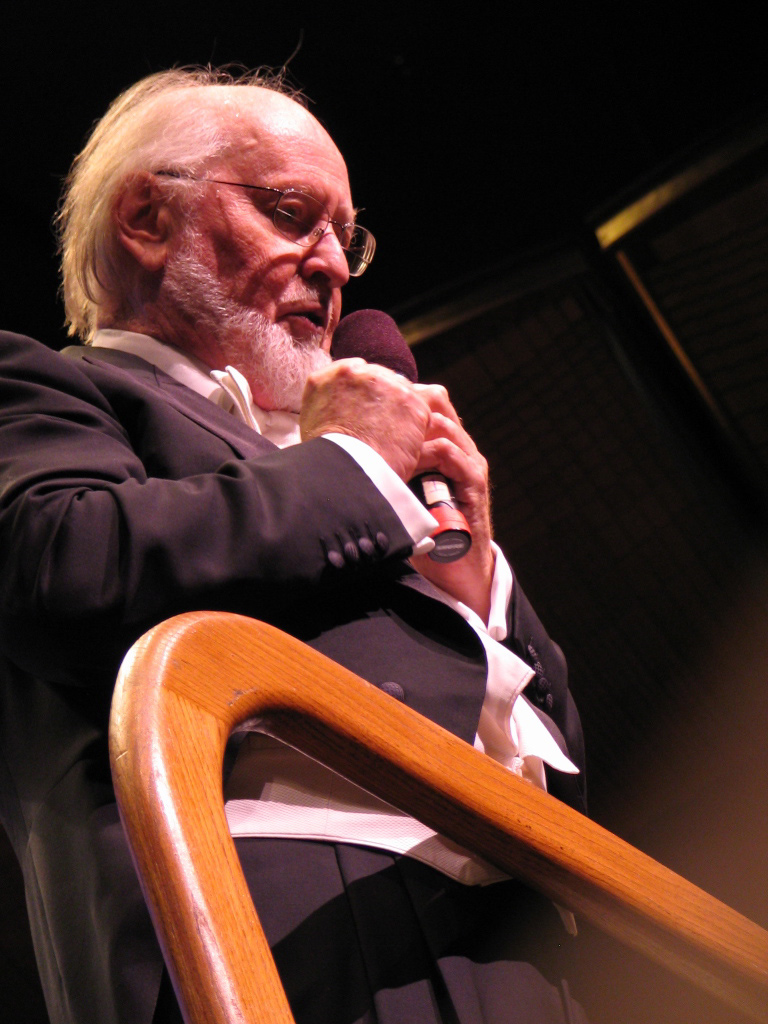
John Williams (* 8. února)

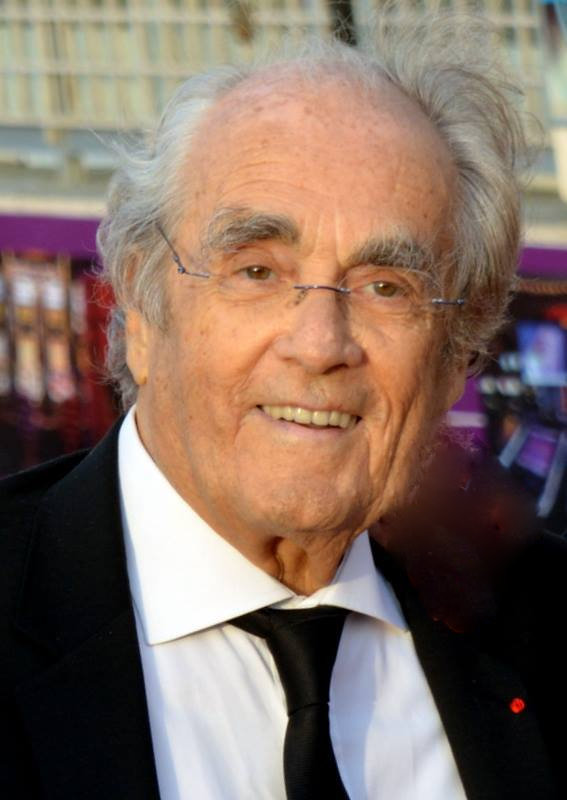
Michel Legrand (* 24. února)

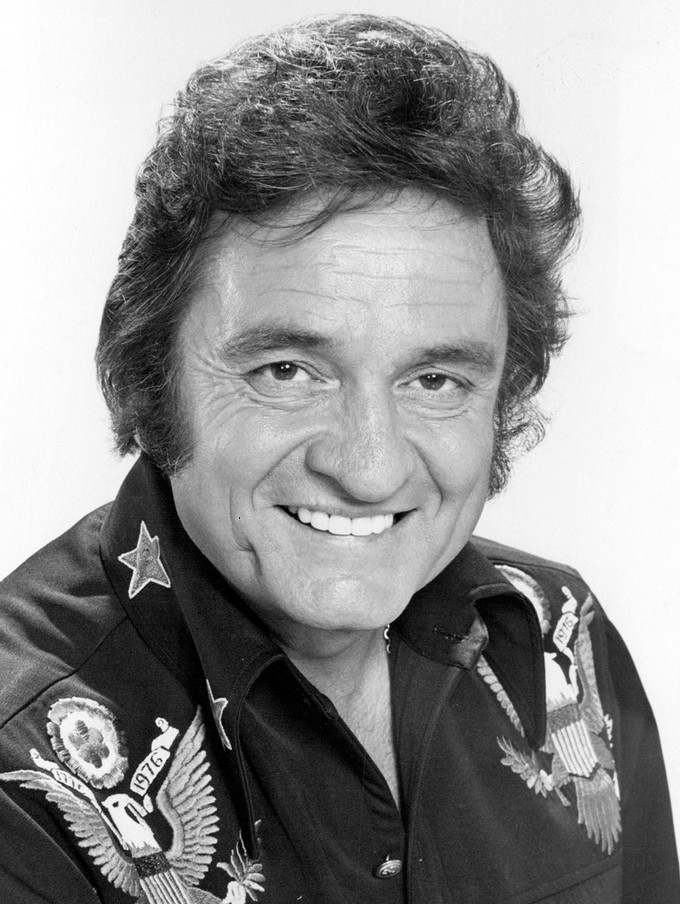
Johnny Cash (* 26. února)

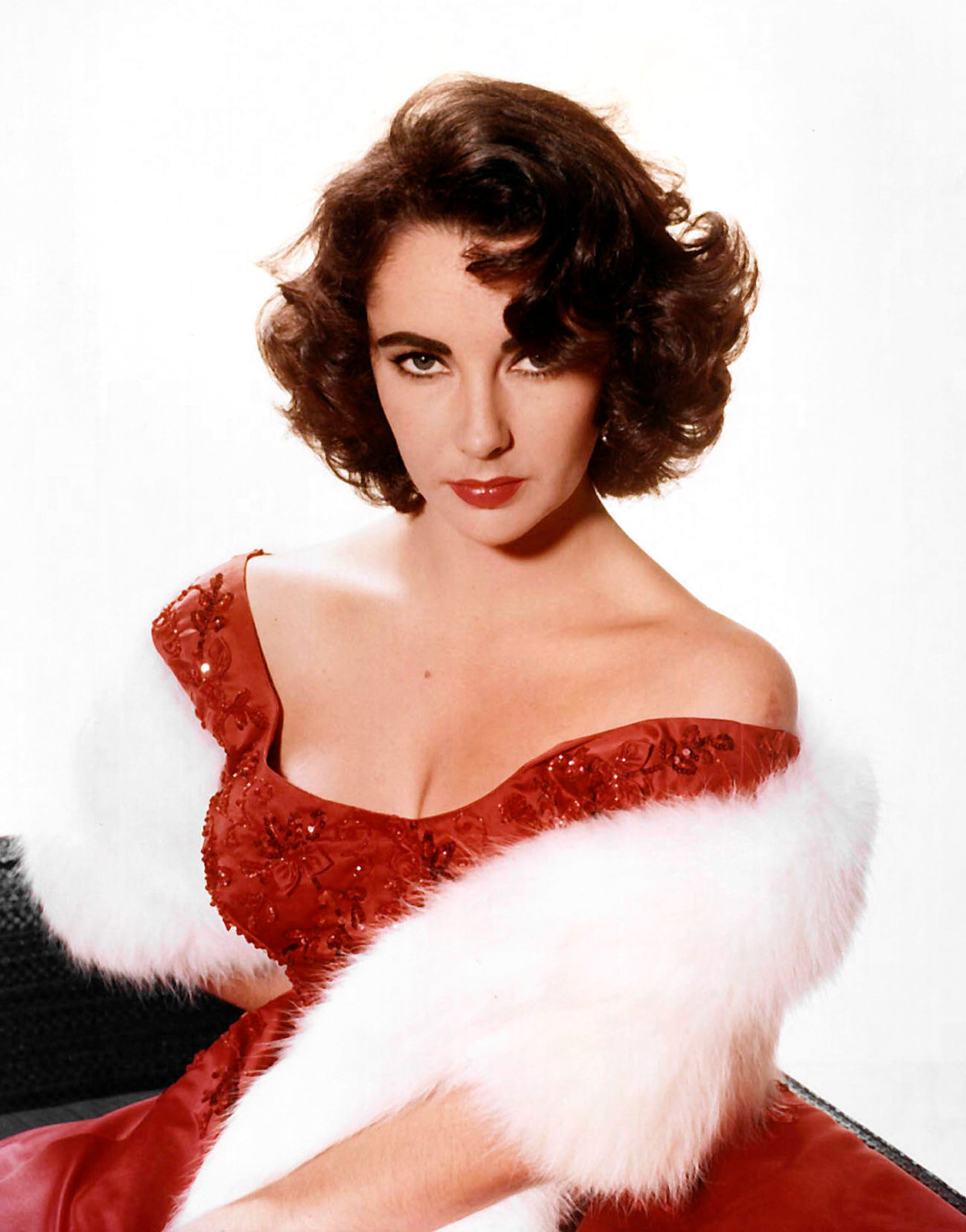
Elizabeth Taylorová (* 27. února)

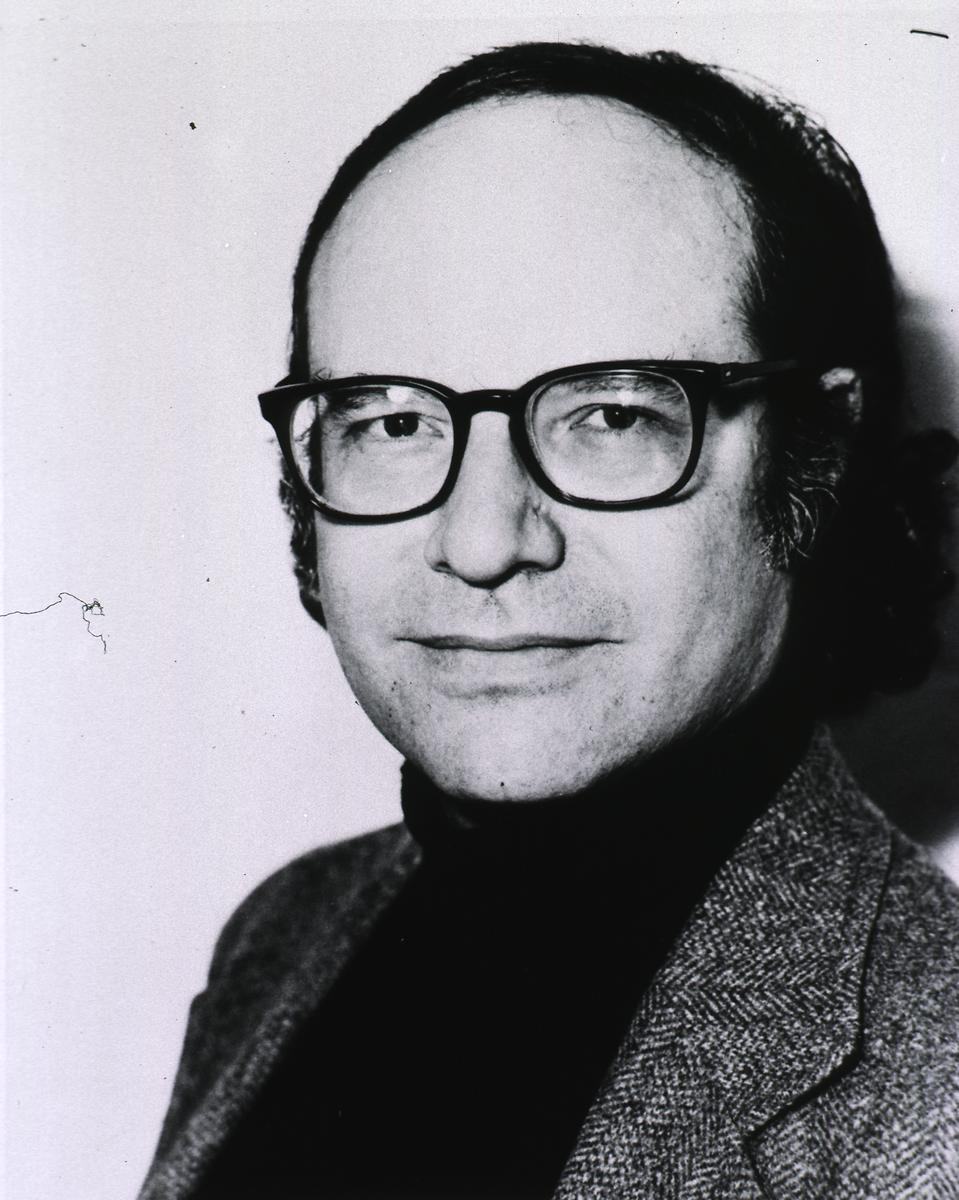
Walter Gilbert (* 21. března)

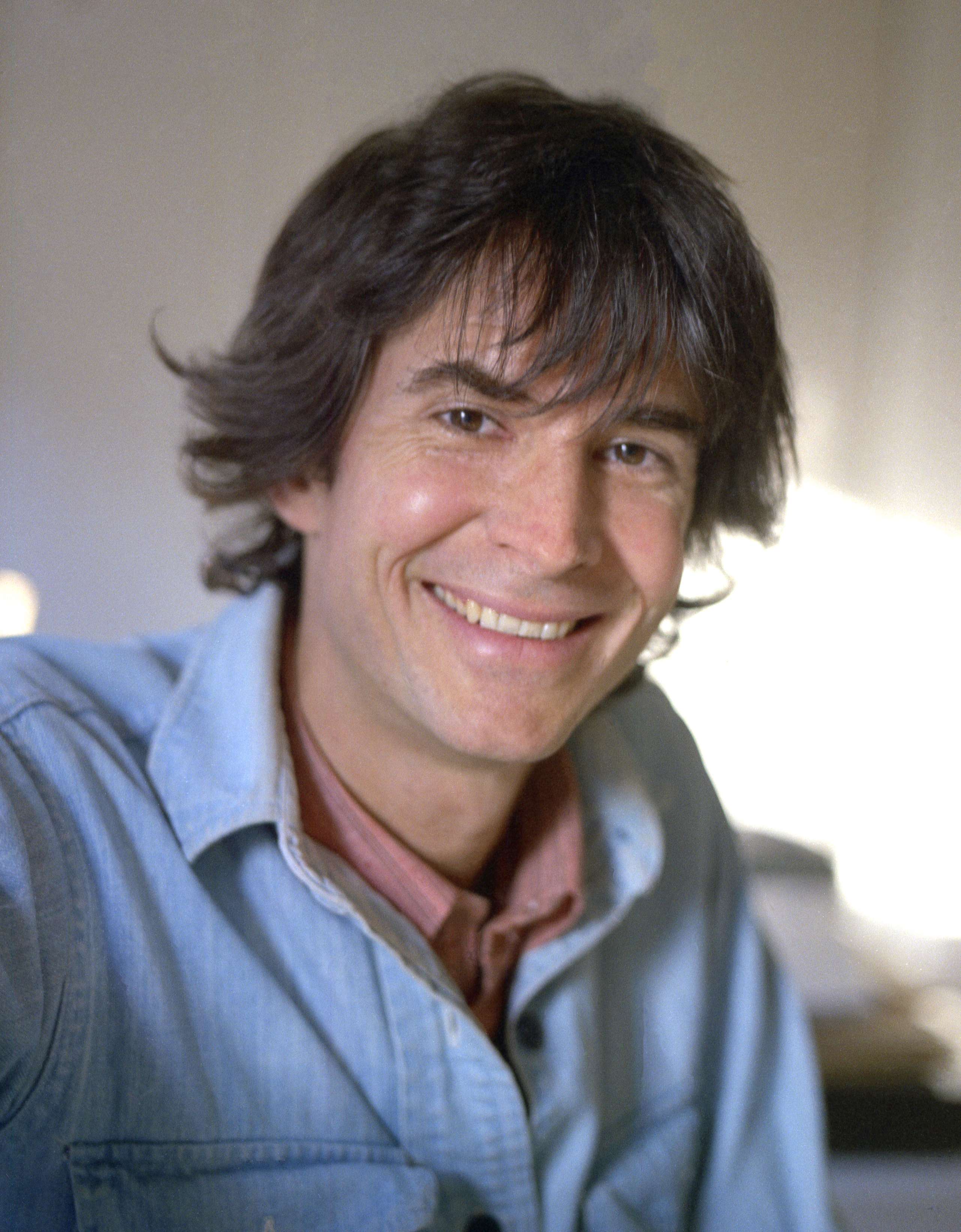
Anthony Perkins (* 4. dubna)

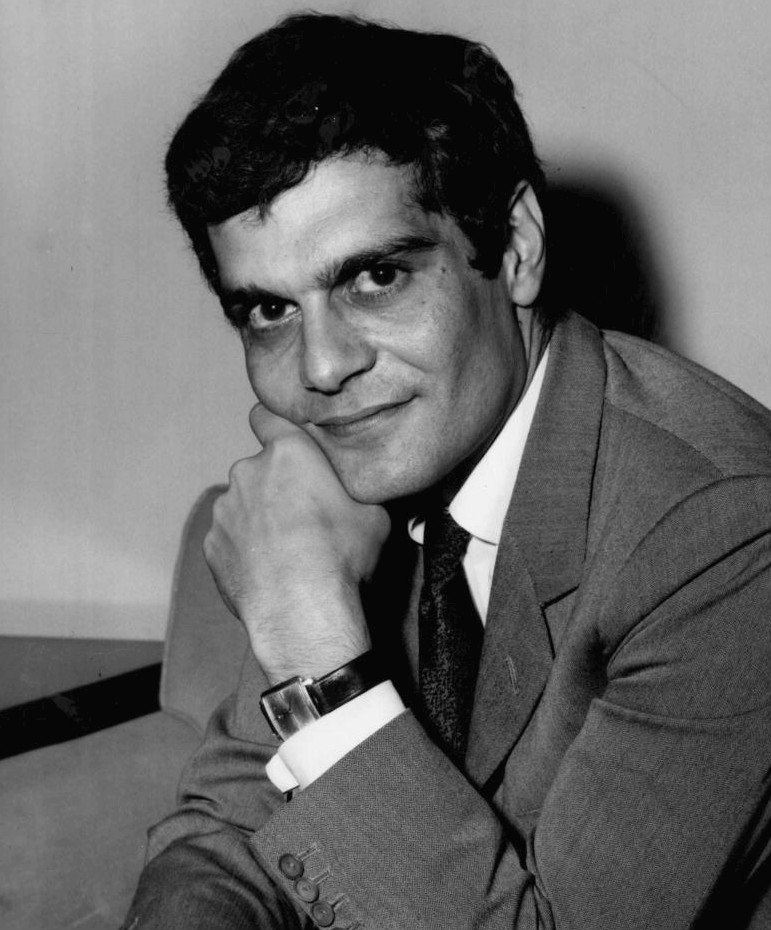
Omar Sharif (* 10. dubna)

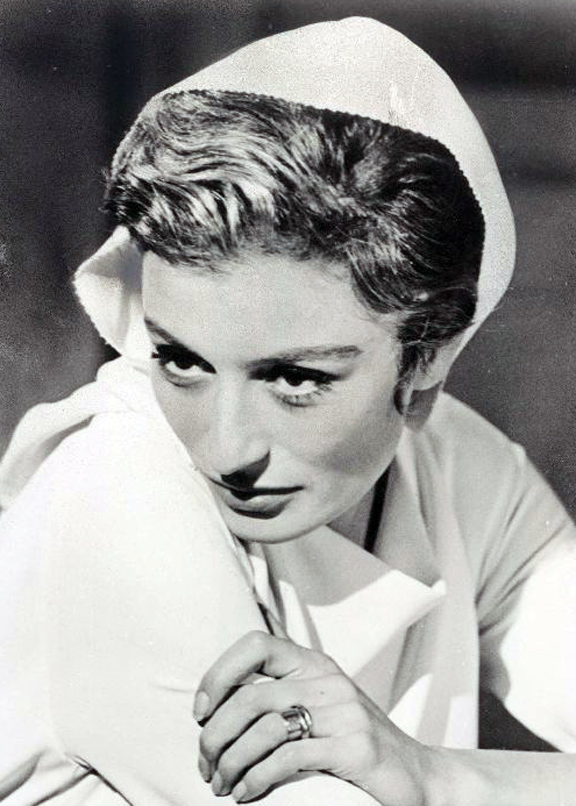
Anouk Aimée (* 27. dubna)

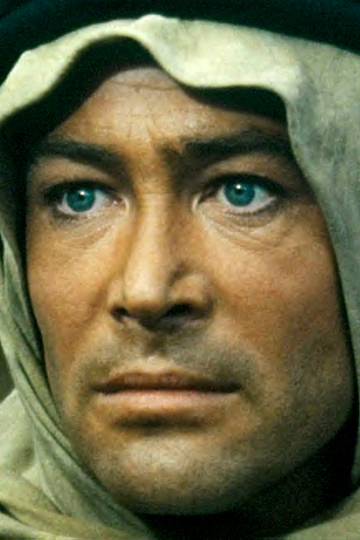
Peter O'Toole (* 2. srpna)

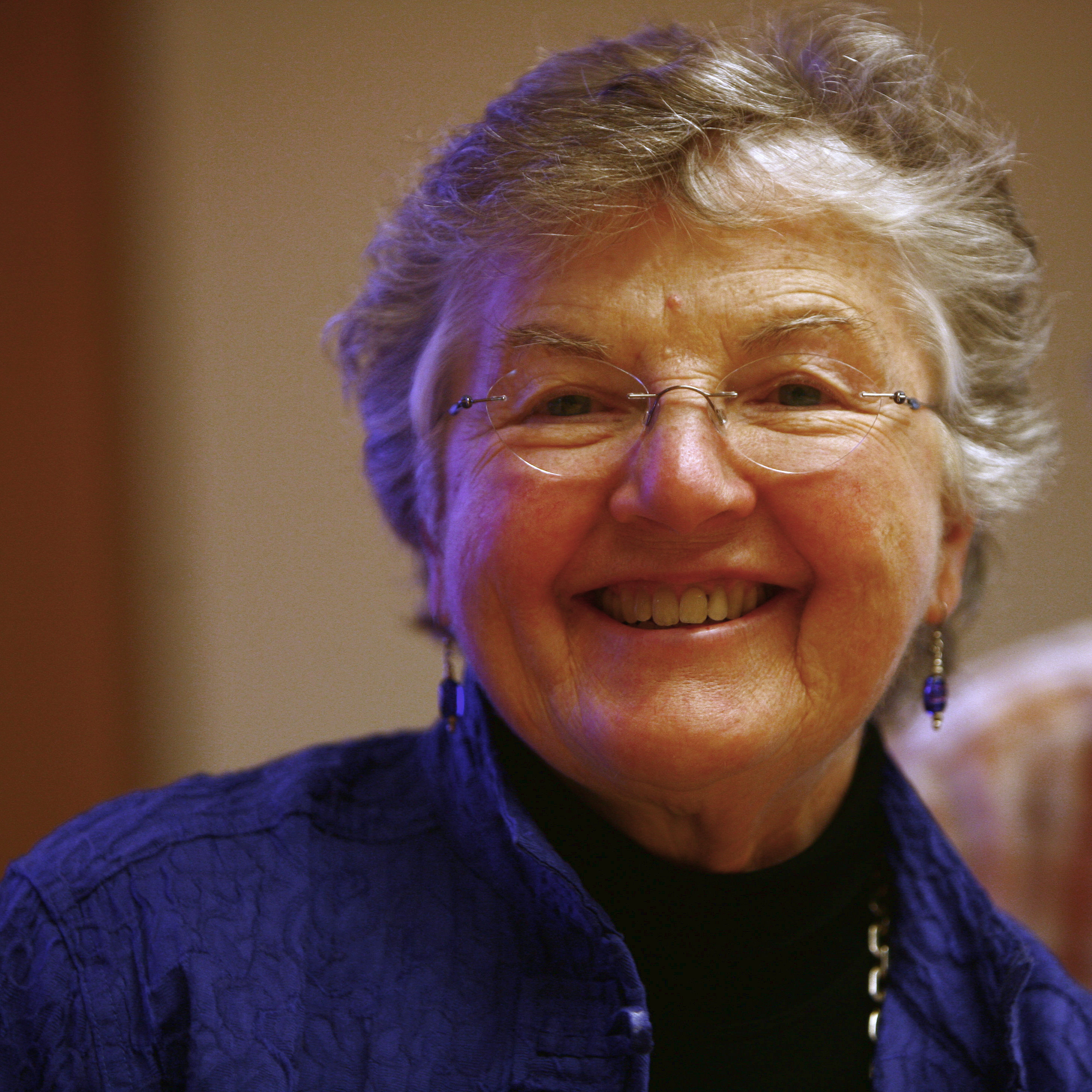
Frances E. Allenová (* 4. srpna)

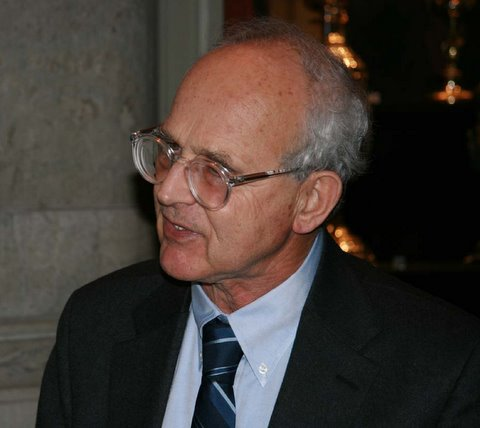
Rainer Weiss (* 29. září)

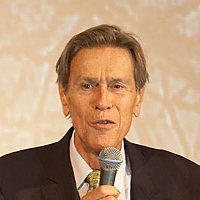
Pierre-Gilles de Gennes (* 24. října)

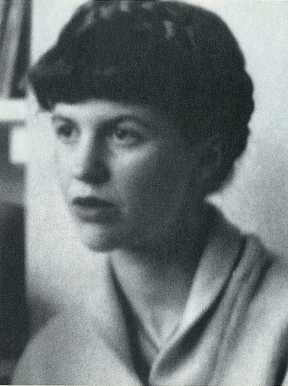
Sylvia Plath (* 27. října)

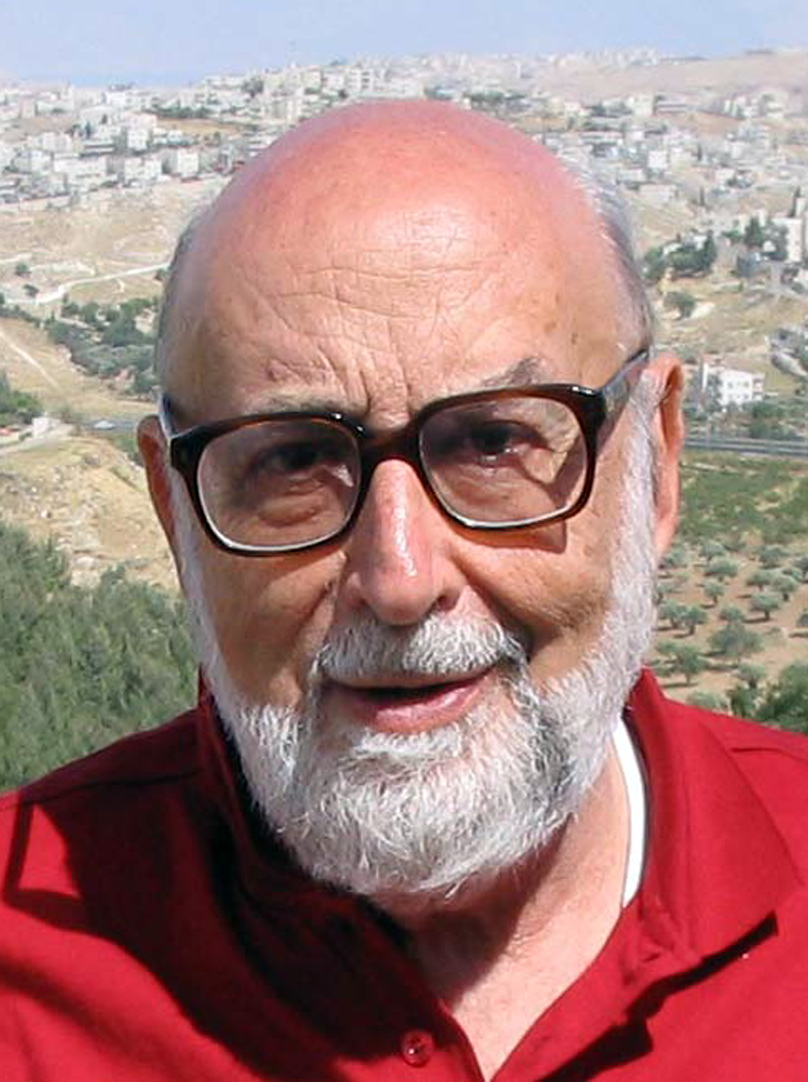
Francois Englert (* 6. listopadu)

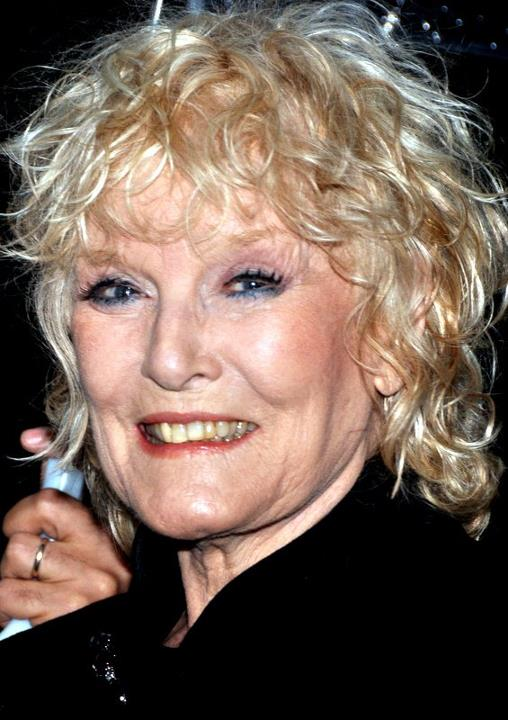
Petula Clark (* 10. listopadu)

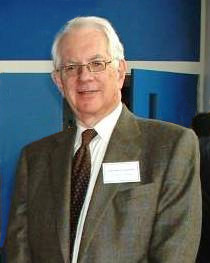
Sheldon Glashow (* 5. prosince)

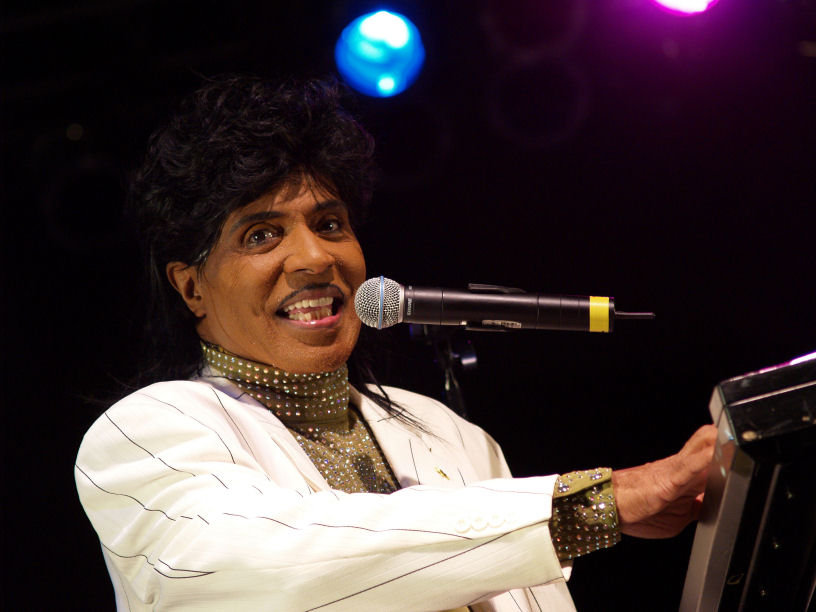
Little Richard (* 5. prosince)

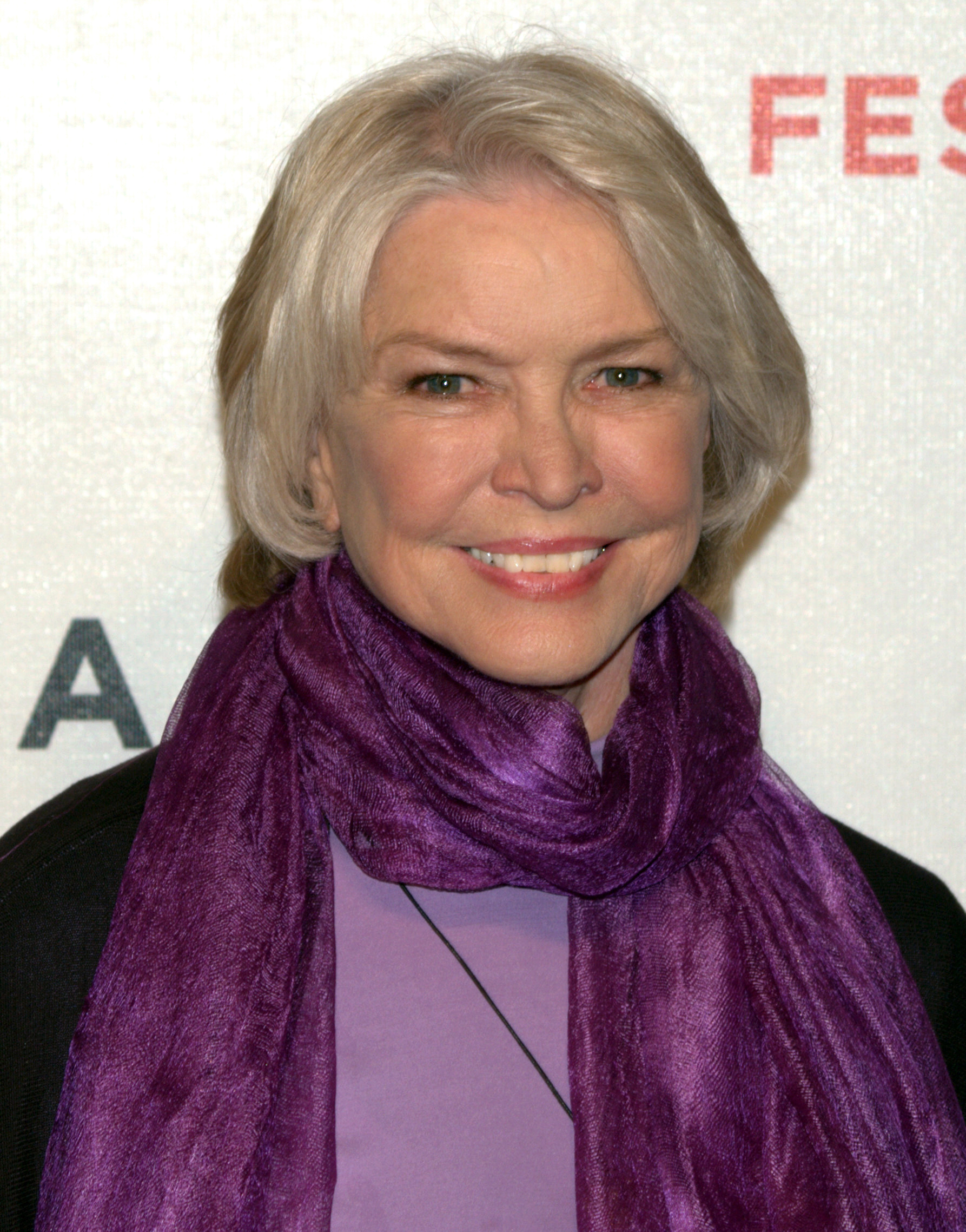
Ellen Burstyn (* 5. prosince)

- 02. ledna – Milan Čič, předseda vlády Slovenské republiky († 9. listopadu 2012)
- 04. ledna
  - Carlos Saura, španělský filmový režisér († 10. února 2023)
  - Paul Virilio, francouzský kulturní teoretik a urbanista († 10. září 2018)
- 05. ledna – Umberto Eco, italský sémiolog, estetik, filosof a spisovatel († 19. února 2016)
- 06. ledna – José Saraiva Martins, portugalský kněz, vysoký úředník římské kurie, kardinál
- 08. ledna – Pavel Koyš, slovenský a československý básník, politik († 22. července 1993)
- 12. ledna – Hadley Caliman, americký jazzový saxofonista († 8. září 2010)
- 13. ledna – Joseph Zen Ze-kiun, čínský kněz, biskup Hongkongu, kardinál
- 14. ledna – Grady Tate, americký jazzový bubeník († 8. října 2017)
- 15. ledna – Barbara Coudenhove-Kalergi, česko-rakouská novinářka
- 16. ledna – Dian Fosseyová, americká bioložka († 26. prosince 1985)
- 18. ledna – Robert Anton Wilson, americký spisovatel, filosof, esejista († 11. ledna 2007)
- 19. ledna – Richard Lester, britský režisér amerického původu
- 22. ledna
  - Teddy Smith, americký jazzový kontrabasista († 24. srpna 1979)
  - Harun Osmanoğlu, vnuk osmanského sultána Abdulhamida II.
- 27. ledna – Boris Šachlin, sovětský sportovní gymnasta, sedminásobný olympijský vítěz († 30. května 2008)
- 28. ledna – Parry O'Brien, americký olympijský vítěz ve vrhu koulí († 21. dubna 2007)
- 02. února
  - Hans Eberhard Mayer, německý historik († 21. října 2023)
  - Jodie Christian, americký jazzový klavírista a hudební skladatel († 13. února 2012)
- 03. února – Stuart Hall, britský teoretik kulturálních studií a sociolog († 10. února 2014)
- 05. února – Cesare Maldini, italský fotbalista a trenér († 3. dubna 2016)
- 06. února
  - Camilo Cienfuegos, kubánský revolucionář († 28. října 1959)
  - François Truffaut, francouzský filmový režisér († 21. října 1984)
- 07. února
  - Alfred Worden, americký vojenský letec a kosmonaut z projektu Apollo († 18. března 2020)
  - Vasilij Kuzněcov, sovětský atlet, desetibojař († 6. srpna 2001)
- 08. února – John Williams, americký hudební skladatel
- 09. února – Gerhard Richter, německý malíř a vizuální umělec
- 10. února
  - Roland Hanna, americký jazzový klavírista a pedagog († 13. listopadu 2002)
  - Walter Perkins, americký jazzový bubeník († 14. února 2004)
- 12. února – Axel Jensen, norský spisovatel († 13. února 2003)
- 13. února – Alberto Winkler, italský veslař, olympijský vítěz († 14. června 1981)
- 14. února
  - József Csermák, maďarský olympijský vítěz v hodu kladivem († 14. ledna 2001)
  - Harriet Anderssonová, švédská herečka
- 19. února – Joseph Kerwin, americký astronaut, lékař a vědec
- 22. února – Edward Kennedy, americký politik († 25. srpna 2009)
- 23. února
  - Anton Hykisch, slovenský politik a spisovatel († 17. července 2024)
  - Majel Barrettová, americká herečka († 18. prosince 2008)
- 24. února – Michel Legrand, francouzský hudební skladatel, dirigent a klavírista († 26. ledna 2019)
- 25. února – Andrzej Chodkowski, polský muzikolog
- 26. února – Johnny Cash, americký zpěvák, kytarista a skladatel († 12. září 2003)
- 27. února – Elizabeth Taylorová, americká herečka († 23. března 2011)
- 03. března – Miriam Makeba, jihoafrická zpěvačka († 10. listopadu 2008)
- 04. března – Ryszard Kapuściński, polský reportér, novinář a publicista († 23. ledna 2007)
- 06. března – Bronisław Geremek, polský politik a historik († 13. července 2008)
- 07. března
  - Ed Thrasher, americký fotograf († 5. srpna 2006)
  - Hugo Rietveld, nizozemský krystalograf († 16. července 2016)
- 08. března – Rodolfo Quezada Toruño, guatemalský kardinál († 4. června 2012)
- 10. března – Anatolij Roščin, sovětský zápasník, olympijský vítěz († 5. ledna 2016)
- 12. března – Aleksandr Titarenko, sovětský marxisticko-lenininský filosof († 4. května 1993)
- 15. března
  - Alan Bean, americký astronaut († 26. května 2018)
  - Ahmet Bilek, turecký zápasník († 4. října 1970)
  - Jerzy Hoffman, polský režisér
- 16. března
  - Walter Cunningham, americký astronaut z letu Apolla 7
  - Kurt Diemberger, rakouský horolezec
- 18. března – John Updike, americký spisovatel, básník, literární a umělecký kritik († 27. ledna 2009)
- 21. března – Walter Gilbert, americký fyzik a biochemik, Nobelova cena za chemii
- 23. března
  - Al Aarons, americký jazzový trumpetista († 17. listopadu 2015)
  - Louisiana Red, americký bluesový kytarista a hráč na foukací harmoniku († 25. února 2012)
- 31. března
  - John Jakes, americký spisovatel († 11. března 2023)
  - Nagisa Óšima, japonský filmový režisér († 15. ledna 2013)
- 01. dubna – Debbie Reynoldsová, americká herečka, zpěvačka a tanečnice († 28. prosince 2016)
- 02. dubna – Edward Michael Egan, americký kardinál († 5. března 2015)
- 04. dubna
  - Andrej Tarkovskij, ruský režisér, scenárista a herec († 29. prosince 1986)
  - Anthony Perkins, americký herec († 12. září 1992)
  - Jaroslav Abelovič, slovenský geodet († 18. května 1996)
- 05. dubna – Bora Ćosić, srbský a chorvatský spisovatel
- 08. dubna – József Antall, premiér Maďarska († 12. prosince 1993)
- 09. dubna
  - Ladislav Kováč, slovenský vysokoškolský pedagog, biolog a politik
  - Carl Perkins, americký pionýr hudby rockabilly († 19. ledna 1998)
- 10. dubna
  - Omar Sharif, egyptský herec († 10. července 2015)
  - Delphine Seyrig, francouzská divadelní a filmová herečka († 15. října 1990)
- 12. dubna – Jean-Pierre Marielle, francouzský herec († 24. dubna 2019)
- 15. dubna – Eva Figes, britská prozaička německého původu († 28. srpna 2012)
- 16. dubna – Imre Polyák, maďarský zápasník, olympijský vítěz († 15. prosince 2010)
- 19. dubna – Fernando Botero, kolumbijský malíř a sochař († 15. září 2023)
- 21. dubna
  - Slide Hampton, americký jazzový pozounista a hudební skladatel († 18. listopadu 2021)
  - Angela Mortimerová, anglická tenistka
- 25. dubna
  - Theodore Victor Olsen, americký spisovatel westernů († 13. července 1993)
  - Lia Manoliuová, rumunská atletka, olympijská vítězka v hodu diskem († 9. ledna 1998)
- 26. dubna – Michael Smith, kanadský chemik, Nobelova cena za chemii 1993 († 4. října 2000)
- 27. dubna – Anouk Aimée, francouzská filmová a divadelní herečka († 18. června 2024)
- 29. dubna – Andy Simpkins, americký jazzový kontrabasista († 2. června 1999)
- 01. května – Ion Popescu-Gopo, rumunský výtvarník, animátor, filmový režisér a herec († 28. listopadu 1989)
- 03. května – Luce Irigarayová, belgická feministka, filozofka a psychoanalytička
- 09. května
  - Alojz Habovštiak, slovenský archeolog († 11. června 2000)
  - Roger Dumas, francouzský divadelní a filmový herec († 3. července 2016)
- 11. května
  - Valentino Garavani, italský módní návrhář
  - Sigrid Heuck, německá spisovatelka († 2. října 2014)
  - Francisco Umbral, španělský sloupkař a spisovatel († 28. srpna 2007)
- 14. května – Bob Johnston, americký hudební producent a hudebník († 14. srpna 2015)
- 19. května – Elena Poniatowska, mexická spisovatelka a novinářka
- 20. května – Yosef Hayim Yerushalmi, americký historik († 8. prosince 2009)
- 21. května – Inese Jaunzeme, sovětská atletka, olympijská vítězka v hodu oštěpem († 13. února 2011)
- 23. května
  - John Lyons, anglický lingvista († 12. března 2020)
  - Les Spann, americký jazzový kytarista a flétnista († 24. ledna 1989)
- 24. května – Arnold Wesker, anglický dramatik a spisovatel židovského původu († 12. dubna 2016)
- 30. května – Pauline Oliveros, americká hudební skladatelka a akordeonistka († 25. listopadu 2016)
- 01. června – Christopher Lasch, americký historik a sociolog († 14. února 1994)
- 04. června – Oliver Nelson, americký jazzový saxofonista († 28. října 1975)
- 05. června – Pete Jolly, americký jazzový klavírista a akordeonista († 6. listopadu 2004)
- 06. června – David Scott, americký vojenský letec a astronaut NASA
- 07. června – Tina Brooks, americký jazzový saxofonista a hudební skladatel († 13. srpna 1974)
- 10. června – Branko Lustig, chorvatský producent a herec († 14. listopadu 2019)
- 12. června – Mamo Wolde, etiopský olympijský vítěz v maratonu († 26. května 2002)
- 14. června – Henri Schwery, švýcarský kněz, arcibiskup Sionu, kardinál († 7. ledna 2021)
- 18. června
  - Dudley Robert Herschbach, americký chemik a laureát Nobelovy ceny za chemii
  - Ján Roháč, slovenský divadelní, filmový, televizní a hudební režisér († 5. října 1980)
- 21. června
  - Antoni Pous i Argila, katalánský básník († 6. srpna 1976)
  - Lalo Schifrin, argentinský skladatel, pianista a dirigent
  - Leonid Spirin, sovětský chodec, olympijský vítěz († 23. února 1982)
  - Jamil Nasser, americký jazzový kontrabasista († 13. února 2010)
- 22. června – Amrish Puri, indický herec († 12. ledna 2005)
- 24. června – George Gruntz, švýcarský klavírista a hudební skladatel († 10. ledna 2013)
- 29. června – Robert Ayres, americký ekonom, prognostik († 23. října 2023)
- 04. července – Hamid Rezá Pahlaví, íránský princ († 12. července 1992)
- 05. července – Gyula Horn, premiér Maďarské republiky († 19. června 2013)
- 07. července – Joe Zawinul, rakouský jazzový pianista a skladatel († 11. září 2007)
- 09. července – Donald Rumsfeld, americký politik a obchodník († 29. června 2021)
- 12. července – Otis Davis, americký sprinter, dvojnásobný olympijský vítěz († 14. září 2024)
- 13. července – Per Nørgård, dánský hudební skladatel
- 14. července
  - Markéta Bádenská, řecká a dánská princezna, jugoslávská šlechtična († 15. ledna 2013)
  - Arnon Gafni, izraelský ekonom, guvernér centrální banky († 13. srpna 2015)
- 16. července – Tim Asch, americký antropolog, fotograf a filmař († 3. října 1994)
- 17. července – Wojciech Kilar, polský hudební skladatel († 29. prosince 2013)
- 18. července – Jevgenij Alexandrovič Jevtušenko, ruský básník, scenárista a režisér († 1. dubna 2017)
- 20. července – Nam June Paik, americký umělec jihokorejského původu († 29. ledna 2006)
- 25. července – Paul Weitz, americký vojenský letec a astronaut NASA († 23. října 2017)
- 26. července – James Francis Stafford, americký kněz, arcibiskup Denveru, kardinál
- 30. července – Micha'el Bruno, izraelský ekonom a guvernér izraelské centrální banky († 25. prosince 1996)
- 31. července – John Searle, americký filosof
- 02. srpna – Peter O'Toole, irský herec († 14. prosince 2013)
- 04. srpna – Frances E. Allenová, americká informatička († 4. srpna 2020)
- 06. srpna – Dorothy Ashby, americká harfenistka († 13. dubna 1986)
- 07. srpna – Abebe Bikila, etiopský voják, sportovec, běžec na dlouhých tratích († 25. října 1973)
- 08. srpna – Alfons Nossol, biskup opolský a titulární arcibiskup
- 10. srpna – Gaudencio Borbon Rosales, filipínský kněz, arcibiskup Manily, kardinál
- 11. srpna
  - Fernando Arrabal, španělský dramatik, výtvarník a filmař
  - Peter Eisenman, americký architekt
- 12. srpna – Dallin H. Oaks, americký právník, profesor a apoštol mormonské církve
- 17. srpna
  - Ábel Kráľ, slovenský jazykovědec († 12. května 2023)
  - V. S. Naipaul, britský romanopisec hindského původu († 11. srpna 2018)
  - Jean-Jacques Sempé, francouzský karikaturista († 11. srpna 2022)
  - Duke Pearson, americký jazzový klavírista († 4. srpna 1980)
- 18. srpna
  - Liviu Librescu, izraelsko-americký vědec v oblasti aeroelasticity a aerodynamiky († 16. dubna 2007)
  - Luc Montagnier, francouzský virolog, Nobelova cena za fyziologii a medicínu († 8. února 2022)
  - Zito, brazilský fotbalista († 14. června 2015)
  - Vasilij Aksjonov, ruský spisovatel († 6. července 2009)
- 22. srpna – Gerald Carr, americký námořní letec a astronaut († 26. srpna 2020)
- 23. srpna – Houari Boumédiène, druhý prezident nezávislého Alžírska († 27. prosince 1978)
- 24. srpna – Cormac Murphy-O'Connor, anglický kardinál († 1. září 2017)
- 27. srpna – Garegin I., patriarcha Arménské apoštolské církve († 29. června 1999)
- 28. srpna – Jakir Aharonov, izraelský fyzik
- 29. srpna – Jerry Dodgion, americký jazzový saxofonista a flétnista  († 17. února 2023)
- 02. září
  - Walter Davis, Jr., americký jazzový klavírista († 2. června 1990)
  - Blagoje Adžić, jugoslávský partyzán a politik († 1. března 2012)
- 03. září
  - Mickey Roker, americký jazzový bubeník († 22. května 2017)
  - Eileen Brennanová, americká herečka († 28. července 2013)
- 07. září – Malcolm Bradbury, anglický spisovatel († 27. listopadu 2000)
- 08. září – Patsy Cline, americká zpěvačka († 5. března 1963)
- 12. září – Atli Pætursson Dam, předseda vlády Faerských ostrovů († 7. února 2005)
- 13. září
  - Pedro Rubiano Sáenz, kolumbijský kněz, arcibiskup Bogoty, kardinál
  - Bengt Hallberg, švédský jazzový klavírista a hudební skladatel († 2. července 2013)
- 15. září – Neil Bartlett, americký chemik († 5. srpna 2008)
- 19. září
  - Stefanie Zweig, německá spisovatelka a novinářka († 25. dubna 2014)
  - Lol Coxhill, britský saxofonista († 9. července 2012)
- 21. září – Don Preston, americký rockový hudebník
- 22. září – Algirdas Mykolas Brazauskas, první prezident Litvy († 26. června 2010)
- 25. září
  - Glenn Gould, kanadský klavírista, skladatel a publicista († 4. října 1982)
  - Adolfo Suárez, premiér Španělska († 23. března 2014)
- 26. září
  - Manmóhan Singh, premiér Indické republiky († 26. prosince 2024)
  - Vladimir Vojnovič, ruský spisovatel a básník († 27. července 2018)
- 27. září
  - Oliver E. Williamson, americký ekonom, Nobelova cena 2009 († 21. května 2020)
  - Roger C. Carmel, americký herec († 11. listopadu 1986)
- 28. září – Víctor Jara, chilský básník, zpěvák a hudební skladatel († 16. září 1973)
- 29. září – Robert Benton, americký filmový scenárista, režisér a producent
- 01. října – Albert Collins, americký bluesový zpěvák a kytarista († 24. listopadu 1993)
- 05. října
  - Daniel Ange, francouzský kněz a spisovatel
  - Hyman Bass, americký matematik
- 08. října – Kenneth Appel, americký matematik, († 19. dubna 2013)
- 09. října – Dvora Omer, izraelská spisovatelka († 2. května 2013)
- 11. října – Dana Scott, americký informatik, matematik, logik a filosof
- 13. října
  - Dušan Makavejev, srbský filmový režisér († 25. ledna 2019)
  - John Griggs Thompson, americký matematik
- 14. října
  - Antonio Gálvez Ronceros, peruánský spisovatel a profesor lingvistiky
  - Bernie Siegel, americký dětský chirurg a spisovatel
  - Wolf Vostell, německý performer, sochař a malíř († 3. dubna 1998)
- 17. října – Paul Edward Anderson, americký vzpěrač, olympijský vítěz († 15. srpna 1994)
- 18. října – Vytautas Landsbergis, litevský politik a historik umění
- 22. října – Afewerk Tekle, etiopský malíř a sochař († 10. dubna 2012)
- 23. října – Ivo Bulanda, německý dokumentární filmař a fotograf († 14. února 2016)
- 24. října
  - Robert Mundell, kanadský ekonom, Nobelova cena 1999 († 4. dubna 2021)
  - Pierre-Gilles de Gennes, francouzský fyzik, držitel Nobelovy ceny za fyziku († 18. května 2007)
- 27. října
  - Sylvia Plathová, americká spisovatelka († 11. února 1963)
  - Jean-Pierre Cassel, francouzský divadelní a filmový herec († 18. dubna 2007)
  - Harry Gregg, severoirský fotbalový brankáře († 16. února 2020)
- 28. října
  - Matúš Kučera, slovenský historik a politik
  - Vladimir Ivaško, generální tajemník ÚV KSSS († 13. listopadu 1994)
- 30. října – Louis Malle, francouzský režisér († 23. listopadu 1995)
- 01. listopadu – Francis Arinze, nigerijský kardinál
- 02. listopadu
  - Robin Page, britský malíř († 12. května 2015)
  - Melvin Schwartz, americký fyzik, držitel Nobelovy ceny za fyziku († 28. září 2006)
- 03. listopadu – Albert Reynolds, premiér Irska († 21. srpna 2014)
- 04. listopadu – Thomas Klestil, rakouský prezident († 6. července 2004)
- 06. listopadu – François Englert, belgický fyzik, nositel Nobelovy ceny za fyziku
- 07. listopadu – Alvin Batiste, americký jazzový klarinetista († 6. května 2007)
- 08. listopadu – Ben Bova, americký spisovatel science fiction († 29. listopadu 2020)
- 10. listopadu
  - Paul Bley, kanadský jazzový pianista († 3. ledna 2016)
  - Jean-Pierre Garen, francouzský gynekolog a spisovatel science-fiction († 4. dubna 2004)
  - Roy Scheider, americký filmový a televizní herec († 10. února 2008)
- 11. listopadu – Fanizani Akuda, zimbabwský sochař († 5. února 2011)
- 12. listopadu – John Marshall, americký filmař a antropolog († 22. dubna 2005)
- 14. listopadu – Jack Smith, americký filmový režisér, fotograf a herec († 25. září 1989)
- 15. listopadu
  - Petula Clark, britská zpěvačka a herečka
  - Alvin Plantinga, americký filozof
- 16. listopadu – Osvald Zahradník, slovenský dramatik († 16. srpna 2017)
- 20. listopadu – Ivan Laluha, slovenský historik, sociolog
- 22. listopadu – Robert Vaughn, americký herec († 11. listopadu 2016)
- 23. listopadu – Renato Raffaele Martino, italský kardinál
- 24. listopadu – Anna Jókaiová, maďarská spisovatelka († 5. června 2017)
- 27. listopadu – Benigno Aquino, filipínský politik, vůdce opozice proti diktátorovi Ferdinandovi Marcosovi († 21. srpna 1983)
- 29. listopadu
  - Ed Bickert, kanadský jazzový kytarista († 28. února 2019)
  - Jacques Chirac, francouzský prezident († 26. září 2019)
- 01. prosince
  - Antun Šoljan, chorvatský spisovatel († 9. července 1993)
  - Pavol Gábor, slovenský operní pěvec-tenorista († 28. srpna 2003)
- 04. prosince – Ro Tche-u, prezident Jižní Koreje († 26. října 2021)
- 05. prosince
  - Sheldon Lee Glashow, americký fyzik, držitel Nobelovy ceny za fyziku
  - Little Richard, americký zpěvák, skladatel a pianista († 9. května 2020)
  - Jacques Roubaud, francouzský básník, dramatik, prozaik a matematik
- 07. prosince
  - Ellen Burstynová, americká modelka a herečka
  - Pentti Linkola, radikální finský environmentalista († 5. dubna 2020)
  - Loretta Lynnová, americká herečka, skladatelka a zpěvačka († 4. října 2022)
- 08. prosince – Eusébio Oscar Scheid, brazilský kněz, kardinál († 13. ledna 2021)
- 09. prosince – Donald Byrd, americký jazzový a R&B trumpetista († 4. února 2013)
- 10. prosince – Bob Cranshaw, americký jazzový kontrabasista a baskytarista († 2. listopadu 2016)
- 14. prosince – Charlie Rich, americký country-popový a gospelový zpěvák († 25. července 1995)
- 16. prosince – Rodion Ščedrin, ruský hudební skladatel a klavírista
- 17. prosince – Tinka Kurti, albánská herečka
- 19. prosince – Andrew Martindale, britský historik umění († 29. května 1995)
- 21. prosince – Ilja Zeljenka, slovenský hudební skladatel († 13. července 2007)
- 28. prosince – Nichelle Nicholsová, americká zpěvačka a herečka († 30. července 2022)
- 30. prosince – Gordon H. Bower, americký psycholog († 17. června 2020)
- 31. prosince
  - Mildred Scheel, německá lékařka, druhá žena prezidenta SRN Waltera Scheela († 13. května 1985)
  - Paolo Villaggio, italský herec, spisovatel a režisér († 3. července 2017)

## Úmrtí

### Česko

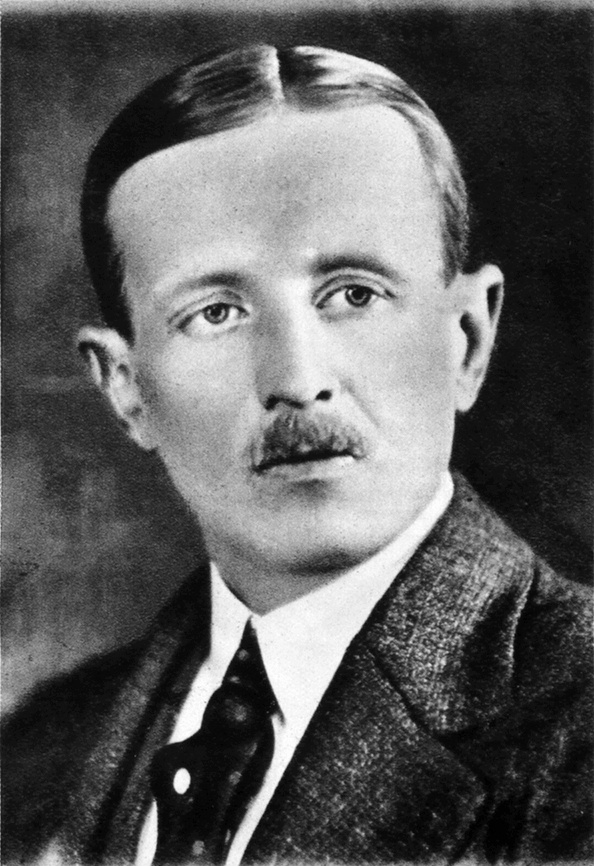
Rudolf Kremlička († 3. června)

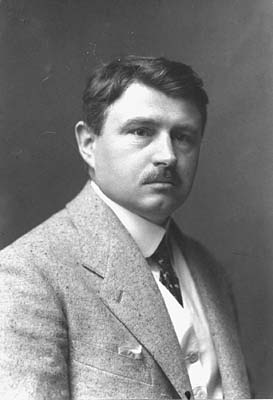
Alois Dryák († 6. června)

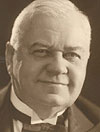
Josef Šváb-Malostranský († 30. října)

- 10. ledna – František Sander, architekt (* 30. dubna 1871)
- 11. ledna – Josef Scheiner, starosta Československé obce sokolské, právník (* 21. září 1861)
- 15. ledna – Hynek Srdínko, statkář a politik (* 3. června 1847)
- 22. ledna – Julius Petschek, český a německý bankéř (* 14. března 1856)
- 26. ledna – František Štědrý, český historik a kněz (* 5. září 1847)
- 13. února – Karel Prášek, ministr zemědělství (* 4. února 1868)
- 14. února
  - Antonín Podlaha, teolog, archeolog, historik umění, biskup (* 22. ledna 1865)
  - Čeněk Zíbrt, kulturní historik, folklorista a etnograf (* 12. října 1864)
- 24. ledna – Karel Loula, statkář a poslanec (* 2. května 1854)
- 20. února – Enrique Stanko Vráz, cestovatel (* 18. února 1860)
- 03. března – František Hnídek, politik (* 18. listopadu 1876)
- 14. března – František Valoušek, kněz a politik (* 26. července 1863)
- 22. března – Gustav Habrman, politik (* 24. ledna 1864)
- 23. března – Vojtěch Kulp, politik (* 14. února 1850)
- 03. dubna – František Ondrúšek, malíř (* 4. března 1861)
- 17. dubna – Alfred Mahovsky, hudební skladatel (* 22. dubna 1907)
- 20. dubna – Bedřich Bendelmayer, architekt (* 8. dubna 1872)
- 01. května – Jan Loevenstein, ekonom a pedagog (* 20. října 1886)
- 03. června – Rudolf Kremlička, malíř (* 19. června 1886)
- 06. června – Alois Dryák, architekt (* 24. února 1872)
- 08. června – Eduard Šittler, kanovník kapituly sv. Petra a Pavla na Vyšehradě (* 17. června 1864)
- 17. června – Felix Téver, (Anna Lauermannová), spisovatelka (* 15. prosince 1852)
- 25. června – František Bíbl, básník (* 13. listopadu 1880)
- 12. července – Tomáš Baťa, podnikatel (* 3. dubna 1876)
- 14. července – Václav Novotný, historik (* 5. září 1869)
- 19. července – Josef Klenka, sokolský funkcionář (* 1. dubna 1853)
- 29. července – Franz Reitterer, nakladatel a poslanec Českého zemského sněmu (* 21. září 1868)
- 02. srpna – Wenzel Frind, pomocný biskup pražské arcidiecéze (* 26. ledna 1843)
- 03. srpna – Josef Penížek, novinář a překladatel (* 23. března 1858)
- 06. srpna
  - Václav Vojtěch, cestovatel (* 29. listopadu 1901)
  - Eduard Tregler, varhaník, hudební skladatel a pedagog (* 5. ledna 1868)
- 03. září – Miloš Nový, herec, režisér a divadelní ředitel (* 16. února 1879)
- 14. září – Anton Karl Wüst, rakouský a český podnikatel a politik (* 11. ledna 1863)
- 16. září – Alois Jalovec, kameraman a podnikatel (* 28. února 1867)
- 24. září – Alfred Maria Jelínek, právník, hudební skladatel a sbormistr (* 15. března 1884)
- 25. září – Jan Grmela, obecní tajemník Mariánských Hor (* 1861)
- 05. října – Josef Škrabal, děkan teologické fakulty v Olomouci (* 5. března 1875)
- 10. října – Jan Buchar, učitel, průkopník lyžování a horské turistiky (* 20. září 1859)
- 12. října – August Naegle, československý politik německé národnosti (* 28. července 1869)
- 16. října – Rudolf Popler, dostihový jezdec (* 29. května 1899)
- 18. října – Teodor Wallo, československý politik (* 17. října 1861)
- 21. října – Jan Mařák, houslista a hudební pedagog (* 2. května 1870)
- 30. října – Josef Šváb-Malostranský, herec, písničkář a kabaretiér (* 16. března 1860)
- 01. listopadu – Josef Votoček, starosta Horního Růžodolu a zakladatel libereckého gymnázia (* 18. června 1875)
- 18. listopadu – Josef Voleský, malíř (* 13. února 1895)
- 19. listopadu – Jan Vávra, divadelní herec (* 15. května 1861)
- 20. listopadu
  - Karel Viškovský, ministr spravedlnosti a obrany (* 8. července 1868)
  - Karel Boromejský Mádl, historik a kritik umění (* 15. srpna 1859)
- 22. listopadu – Josef Brdlík, podnikatel a politik (* 16. srpna 1848)
- 14. prosince – August Hackel, právník a politik německé národnosti (* 21. srpna 1863)
- 16. prosince – Karel Sáblík, politik (* 24. ledna 1871)
- 28. prosince – Ondřej Schrutz, profesor epidemiologie a dějin lékařství (* 25. listopadu 1865)

### Svět

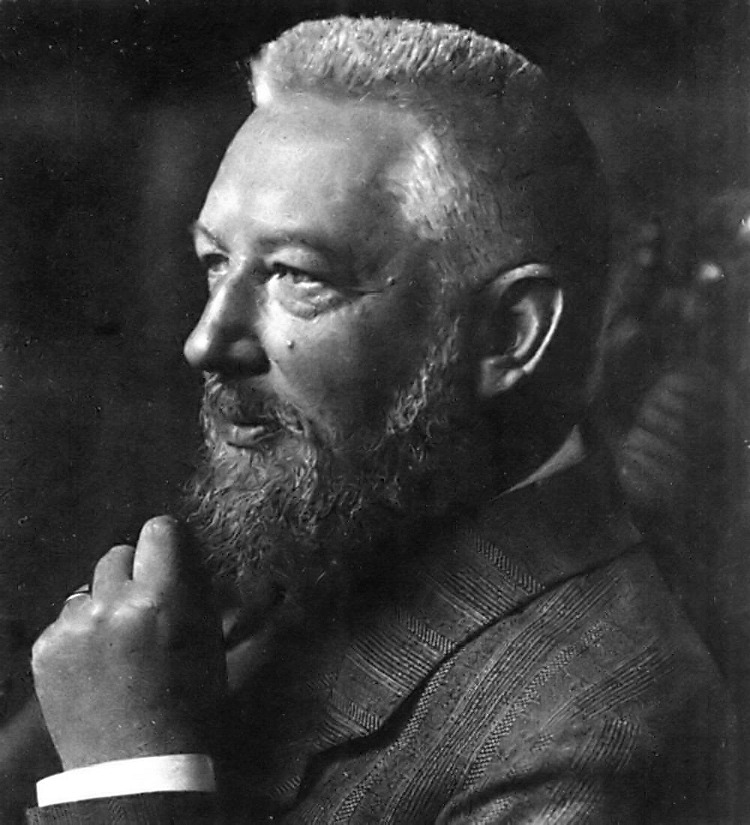
Wilhelm Ostwald († 4. dubna)

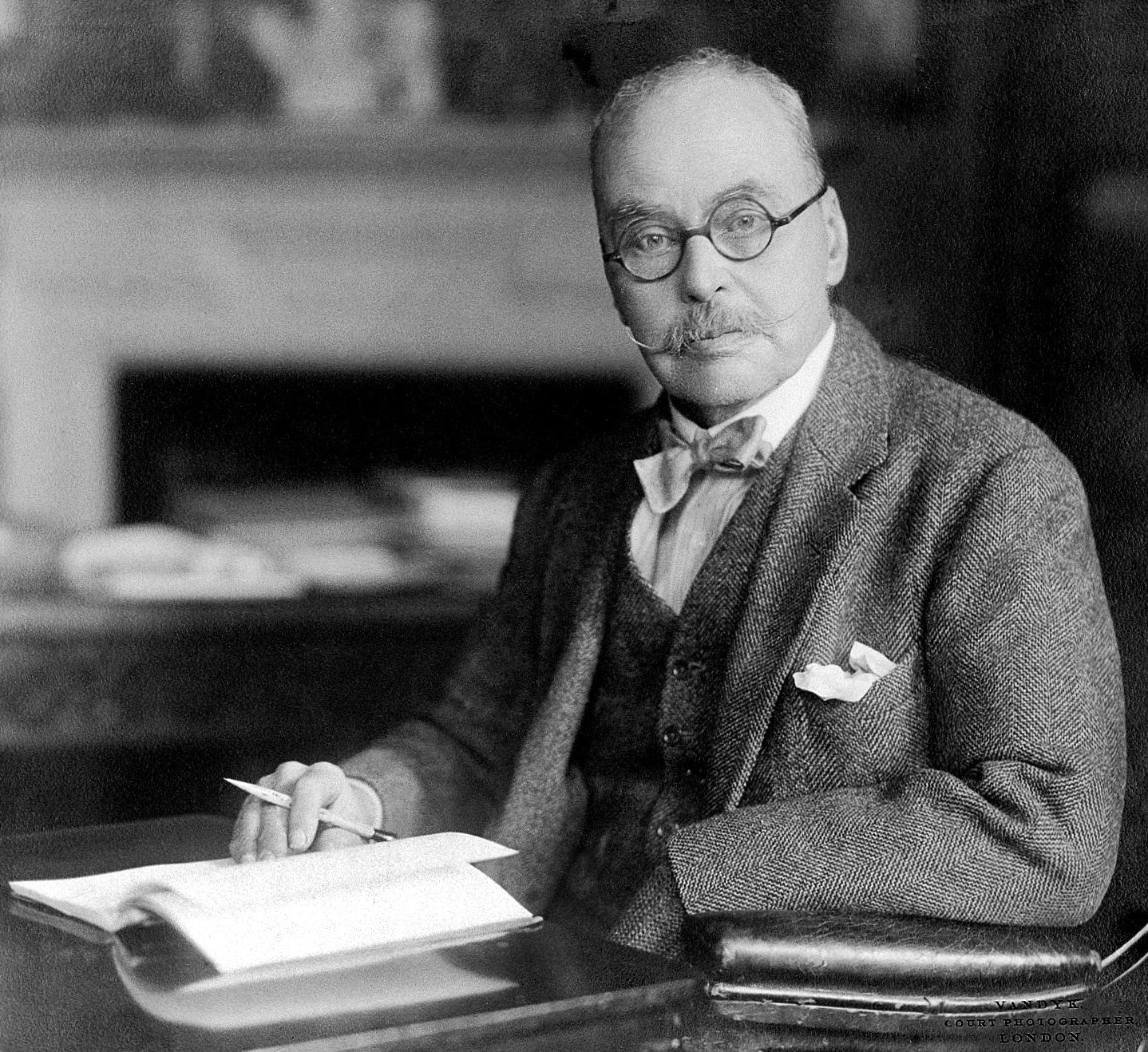
Ronald Ross († 16. září)

- 07. ledna – André Maginot, francouzský politik a voják (* 17. února 1877)
- 013. ledna – Sofie Pruská, řecká královna (* 14. června 1870)
- 25. ledna – Pēteris Stučka, lotyšský spisovatel, právník a politik (* 26. července 1865)
- 27. ledna – Mario Nunes Vais, italský fotograf (* 1856)
- 03. února – Joshua Benoliel, dvorní fotograf krále Karla I. Portugalského (* 13. ledna 1873)
- 09. února – Paul Neumann, rakouský plavec, lékař, olympijský vítěz (* 13. června 1875)
- 10. února
  - Eugene de Blaas, italský malíř (* 24. července 1843)
  - Edgar Wallace, anglický spisovatel (* 1. dubna 1875)
- 16. února – Ferdinand Buisson, francouzský pacifista a socialistický politik (* 20. prosince 1841)
- 18. února
  - Machiel Hendricus Laddé, holandský fotograf a filmový režisér (* 5. listopadu 1866)
  - Fridrich August III. Saský, poslední saský král z rodu Wettinů (* 25. května 1865)
- 03. března
  - Eugen d'Albert, německý klavírista a hudební skladatel (* 10. května 1864)
  - Alfieri Maserati, italský automobilový závodník a konstruktér (* 23. září 1887)
- 06. března – John Philip Sousa, americký hudební skladatel (* 6. listopadu 1854)
- 07. března
  - Heinrich Clam-Martinic, rakouský politik (* 1. ledna 1863)
  - Aristide Briand, premiér Francie (* 28. března 1862)
- 11. března
  - Hermann Gunkel, německý luteránský teolog (* 23. května 1862)
  - Dora de Houghton Carrington, britská malířka a designérka (* 29. března 1893)
- 14. března – George Eastman, americký podnikatel a vynálezce (* 12. července 1854)
- 26. března – Levin Corbin Handy, americký fotograf (* 1855)
- 04. dubna
  - Otakar Černín, šlechtic, diplomat a politik (* 26. září 1872)
  - Wilhelm Ostwald, německý chemik, nositel Nobelovy ceny za chemii za rok 1909 (* 2. září 1853)
- 17. dubna
  - Patrick Geddes, skotský biolog, sociolog, filantrop a průkopník urbanismu (* 2. října 1854)
  - Julius Neubronner, německý lékárník a vynálezce (* 8. února 1852)
- 18. dubna
  - Ngo Van Chieu, vietnamský zakladatel náboženského směru kaodaismu (* 28. února 1878)
  - William J. Harris, americký politik (* 3. února 1868)
- 20. dubna
  - Giuseppe Peano, italský matematik a filosof (* 27. srpna 1858)
  - Paul Vittorelli, předlitavský právník, soudce a politik (* 9. března 1851)
- 21. dubna – Friedrich Gustav Piffl, kardinál a arcibiskup Vídni (* 15. října 1864)
- 25. dubna – Rudolf Eickemeyer, americký fotograf (* 7. srpna 1862)
- 03. května – Charles Fort, americký záhadolog (* 6. srpna 1874)
- 07. května
  - Petr Štěpán Petrović-Njegoš, černohorský princ (* 10. října 1889)
  - Paul Doumer, francouzský prezident (* 22. března 1857)
- 18. května – Christian Hedemann, dánský inženýr a havajský fotograf (* 25. května 1852)
- 25. května – Franz von Hipper, německý admirál (* 13. září 1863)
- 09. června – Émile Friant, francouzský malíř (* 16. dubna 1863)
- 16. června – Frederik van Eeden, nizozemský lékař, spisovatel a sociální reformátor (* 3. května 1860)
- 27. června – Paul Grawitz, německý patolog (* 1. října 1850)
- 02. července – Manuel II. Portugalský, poslední král Portugalska (* 19. března 1889)
- 05. července – René-Louis Baire, francouzský matematik (* 21. ledna 1874)
- 08. července – Alexandr Grin, ruský sovětský spisovatel (* 23. srpna 1880)
- 09. července – King Camp Gillette, americký podnikatel (* 5. ledna 1855)
- 22. července
  - John Meade Falkner, anglický romanopisec a básník (* 8. května 1858)
  - Errico Malatesta, italský anarchokomunista (* 14. prosince 1853)
- 23. července – Alberto Santos-Dumont, brazilský letecký konstruktér (* 20. července 1873)
- 27. července – Gisela Habsbursko-Lotrinská, arcivévodkyně, provdaná princezna bavorská, dcera Františka Josefa I. (* 12. července 1856)
- 29. července – Michael Kast von Ebelsberg, ministr zemědělství Předlitavska (* 15. října 1859)
- 02. srpna – Ignaz Seipel, rakouský kancléř (* 19. července 1876)
- 09. srpna – John Charles Fields, kanadský matematik (* 14. května 1863)
- 19. srpna
  - Johann Schober, rakouský kancléř (* 14. listopadu 1874)
  - Louis Anquetin, francouzský malíř (* 26. ledna 1861)
- 03. září – Pavlík Morozov, ruský chlapec, který udal své rodiče jako kulaky (* 14. listopadu 1918)
- 16. září
  - Peg Entwistle, velšská herečka (* 5. února 1908)
  - Ronald Ross, britský parazitolog a spisovatel, nositel Nobelovy ceny (* 13. května 1857)
- 22. září – Saxton Payson, americký operní pěvec a esperantský spisovatel (* 26. září 1842)
- 23. září – Jules Chéret, francouzský secesní reklamní výtvarník (* 31. května 1836)
- 28. září – Emil Orlik, německý malíř českého původu (* 21. července 1870)
- 30. září – Max Slevogt, německý malíř (* 8. října 1868)
- 02. října – Otakar Griese, hermetik, astrolog, martinista a spisovatel (* 19. října 1881)
- 03. října – Max Wolf, německý astronom (* 21. června 1863)
- 24. října – Fran Milčinski, slovinský právník, vypravěč a dramatik (* 3. prosince 1867)
- 29. října – Reveriano Soutullo, španělský hudební skladatel (* 11. července 1880)
- 1. listopadu – Tadeusz Makowski, polský malíř (* 29. ledna 1882)
- 09. listopadu
  - Rudolf Bauer, maďarský olympijský vítěz v hodu diskem (* 2. ledna 1879)
  - Naděžda Allilujevová, druhá žena Josifa Stalina (* 22. září 1901)
- 29. listopadu – Frank Dixon, kanadský hráč lakrosu (* 1. dubna 1879)
- 02. prosince – Amadeo Vives, španělský hudební skladatel (* 18. listopadu 1871)
- 04. prosince
  - Gustav Meyrink, pražský, německy píšící, spisovatel (* 19. ledna 1868)
  - Edmund Wojtyła, polský lékař, starší bratr papeže Jana Pavla II. (* 27. srpna 1906)
- 08. prosince – Gertrude Jekyll, britská zahradní architektka, spisovatelka (* 29. listopadu 1843)
- 09. prosince – Karl Blossfeldt, německý fotograf a sochař (* 6. června 1865)
- 15. prosince – Josip Vancaš, chorvatský architekt (* 22. března 1859)
- 18. prosince
  - Fredrik Lilljekvist, švédský architekt (* 10. srpna 1863)
  - Eduard Bernstein, německý politik (* 6. ledna 1850)
- 31. prosince – Stanislovas Narutavičius, litevský právník a politik (* 2. září 1862)
- ? – Claude C. Hopkins, americký reklamní tvůrce (* 1867)
- ? – Ernest Ellis Clark, anglický malíř (* 1869)
- ? – Léopold Zborowski, polský spisovatel a básník (* 1889)

## Hlavy státu
- Československo – Tomáš Garrigue Masaryk
- Litva – Antanas Smetona
- Japonsko – Císař Šówa